# Partido Comunista da União Soviética
O Partido Comunista da União Soviética (PCUS), em alguns pontos conhecido como Partido Comunista Russo (Bolcheviques) e Partido Comunista de União (Bolcheviques), às vezes referido como Partido Comunista Soviético (SCP), e anteriormente conhecido como Partido Bolchevique, foi o partido político fundador e governante da União Soviética. O PCUS foi o único partido governante da União Soviética até 1990, quando o Congresso dos Deputados do Povo modificou o Artigo 6 da Constituição Soviética de 1977, que anteriormente havia concedido ao PCUS o monopólio sobre o sistema político. A principal ideologia do partido era o marxismo-leninismo.
O partido começou em 1898 como Partido Operário Social-Democrata Russo. Em 1903, esse partido dividiu-se numa facção Menchevique (minoria) e Bolchevique (maioria); este último, liderado por Vladimir Lenin, é o ancestral direto do PCUS e é o partido que tomou o poder na Revolução de Outubro de 1917. As suas atividades foram suspensas em território soviético 74 anos depois, em 29 de agosto de 1991, logo após um golpe de estado fracassado dos líderes conservadores do PCUS contra o presidente reformador soviético e secretário-geral do partido, Mikhail Gorbachev.
O PCUS era um partido comunista baseado no centralismo democrático. Este princípio, concebido por Lenine, implica uma discussão democrática e aberta de questões políticas dentro do partido, seguida da exigência de unidade total na defesa das políticas acordadas. O órgão máximo dentro do PCUS era o Congresso do Partido, que se reunia a cada cinco anos. Quando o Congresso não estava em sessão, o Comitê Central era o órgão máximo. Como o Comitê Central se reunia duas vezes por ano, a maioria dos deveres e responsabilidades do dia-a-dia eram atribuídos ao Politburo (anteriormente o Presidium), ao Secretariado e ao Orgburo (até 1952). O líder do partido era o chefe do governo e ocupava o cargo de secretário-geral, primeiro-ministro ou chefe de estado, ou dois dos três cargos simultaneamente, mas nunca os três ao mesmo tempo. O líder do partido era o presidente de facto do Politburo do PCUS e chefe do executivo da União Soviética. A tensão entre o partido e o Estado (Conselho de Ministros da União Soviética) pela mudança do foco do poder nunca foi formalmente resolvida.
Após a fundação da União Soviética em 1922, Lenin introduziu uma economia mista, comumente referida como a Nova Política Econômica, que permitiu a retomada das práticas capitalistas sob o ditado do Partido Comunista, a fim de desenvolver as condições necessárias para que o socialismo se tornasse uma economia. busca prática no país economicamente subdesenvolvido. Em 1929, quando Josef Stalin se tornou o líder do partido, o marxismo-leninismo, uma fusão das ideias originais do filósofo e teórico econômico alemão Karl Marx, e de Lenin, tornou-se formalizado como a ideologia orientadora do partido e assim permaneceria durante o resto do século. sua existência. O partido perseguiu o socialismo de estado, sob o qual todas as indústrias foram nacionalizadas e uma economia de comando foi implementada. Depois de recuperar da Segunda Guerra Mundial, foram implementadas reformas que descentralizaram o planeamento econômico e liberalizaram a sociedade soviética em geral sob Nikita Khrushchev. Em 1980, vários fatores, incluindo a continuação da Guerra Fria, a corrida armamentista nuclear em curso com os Estados Unidos e outras potências da Europa Ocidental e ineficiências não resolvidas na economia, levaram à estagnação do crescimento econômico sob Alexei Kosygin, e ainda mais com Leonid Brejnev e à crescente desilusão. Depois que o jovem e vigoroso Mikhail Gorbatchov assumiu a liderança em 1985 (seguindo dois líderes idosos de curto prazo, Iúri Andropov e Konstantin Chernenko, que morreram rapidamente em sucessão), foram tomadas medidas rápidas para transformar o cambaleante sistema econômico soviético na direção de uma economia de mercado mais uma vez. Gorbachev e os seus aliados previram a introdução de uma economia semelhante à anterior Nova Política Econômica de Lenin através de um programa de "perestroika", ou reestruturação, mas as suas reformas, juntamente com a instituição de eleições livres com vários candidatos. levaram a um declínio no poder do partido, e após a dissolução da União Soviética, a proibição do partido pelo último presidente da RSFSR, Boris Iéltsin, e subsequente primeiro presidente de uma economia democrática e de mercado livre em evolução da sucessora, a Federação Russa.
Uma série de causas contribuíram para a perda de controle do PCUS e a dissolução da União Soviética durante o início da década de 1990. Alguns historiadores escreveram que a política de "glasnost" (abertura política) de Gorbachev foi a causa raiz, observando que enfraqueceu o controle do partido sobre a sociedade. Gorbachev sustentou que a perestroika sem glasnost estava fadada ao fracasso de qualquer maneira. Outros culparam a estagnação econômica e a subsequente perda de fé da população em geral na ideologia comunista. Nos últimos anos de existência do PCUS, os Partidos Comunistas dos súditos federais da Rússia foram unidos no Partido Comunista da República Socialista Federativa Soviética Russa (RSFSR). Após o desaparecimento do PCUS, os Partidos Comunistas das Repúblicas da União tornaram-se independentes e passaram por vários caminhos distintos de reforma. Na Rússia, o Partido Comunista da Federação Russa emergiu e tem sido considerado o herdeiro do antigo legado bolchevique do PCUS até aos dias de hoje.

## História
- 16 de agosto de 1917–8 de março de 1918: Partido Trabalhista Social-Democrata Russo (Bolcheviques) (em russo:  Российская социал-демократическая рабочая партия (большевиков); РСДРП(б), transl. Rossiyskaya sotsial-demokraticheskaya rabochaya partiya (bol'shevikov); RSDRP(b))
- 8 de março de 1918–31 de dezembro de 1925: Partido Comunista Russo (Bolcheviques) (em russo:  Российская коммунистическая партия (большевиков); РКП(б), transl. Rossiyskaya kommunisticheskaya partiya (bol'shevikov); RKP(b))
- 31 de dezembro de 1925–14 de outubro de 1952: Partido Comunista de União (Bolcheviques) (em russo:  Всесоюзная коммунистическая партия (большевиков); ВКП(б), transl. Vsesoyuznaya kommunisticheskaya partiya (bol'shevikov); VKP(b))
- 14 de outubro de 1952–6 de novembro de 1991: Partido Comunista da União Soviética (em russo:  Коммунистическая партия Советского Союза; КПСС, transl. Kommunisticheskaya partiya Sovetskogo Soyuza; KPSS)

### Primeiros anos (1898–1924)
A origem do PCUS estava na facção bolchevique do Partido Operário Social-Democrata Russo (POSDR). Esta facção surgiu da divisão entre os seguidores de Julius Martov e Vladimir Lenin em agosto de 1903, na segunda conferência do Partido. Os seguidores de Martov eram chamados de Mencheviques (que significa minoria em russo); e Lenin, os bolcheviques (maioria). (As duas facções tinham, na verdade, tamanhos numéricos bastante iguais.) A divisão tornou-se mais formalizada em 1914, quando as facções passaram a ser denominadas Partido Trabalhista Social-Democrata Russo (Bolcheviques) e Partido Trabalhista Social-Democrata Russo (Mencheviques). Antes da Revolução de Fevereiro, a primeira fase das Revoluções Russas de 1917, o partido trabalhava na clandestinidade como grupos anti-czaristas organizados. Na época da revolução, muitos dos líderes centrais do partido, incluindo Lenin, estavam no exílio.
Com o imperador Nicolau II (1868–1918, reinou 1894–1917), deposto em fevereiro de 1917, uma república foi estabelecida e administrada por um governo provisório, que era amplamente dominado pelos interesses dos militares, da antiga nobreza, dos grandes empresários capitalistas e dos grandes capitalistas. socialistas democráticos. Paralelamente, formaram-se espontaneamente assembleias gerais de base, chamadas sovietes, e uma estrutura de poder duplo entre os sovietes e o governo provisório esteve em vigor até ao momento em que as suas diferenças seriam reconciliadas num governo pós-provisório. Lenin estava neste momento exilado na Suíça, onde ele, com outros dissidentes no exílio, conseguiu arranjar com o governo imperial alemão uma passagem segura através da Alemanha num trem selado de volta à Rússia através do continente em meio à Guerra Mundial em curso. Em abril, Lenin chegou a Petrogrado (rebatizada de antiga São Petersburgo) e condenou o governo provisório, apelando ao avanço da revolução no sentido da transformação da guerra em curso numa guerra da classe trabalhadora contra o capitalismo. A rebelião provou ainda não ter terminado, pois as tensões entre as forças sociais alinhadas com os sovietes (conselhos) e aquelas com o governo provisório agora liderado por Alexander Kerensky (1881-1970, no poder em 1917), entraram em tensões explosivas durante aquele verão.
Os bolcheviques aumentaram rapidamente a sua presença política a partir de maio através da popularidade do seu programa, nomeadamente apelando ao fim imediato da guerra, à reforma agrária para os camponeses e à restauração da distribuição de alimentos à população urbana. Este programa foi traduzido para as massas através de slogans simples que explicavam pacientemente a sua solução para cada crise criada pela revolução. Até julho, essas políticas foram divulgadas por meio de 41 publicações, sendo o Pravda o jornal principal, com um público de 320 mil leitores. Este valor foi reduzido aproximadamente para metade após a repressão dos bolcheviques na sequência das manifestações das Jornadas de Julho, de modo que, mesmo no final de agosto, o principal jornal dos bolcheviques tinha uma tiragem de apenas 50 000 exemplares. Apesar disso, as suas ideias ganharam popularidade crescente nas eleições para os sovietes.
As facções dentro dos sovietes tornaram-se cada vez mais polarizadas no final do verão, após manifestações armadas de soldados a pedido dos bolcheviques e uma tentativa de golpe militar ordenando ao general Lavr Kornilov que eliminasse os socialistas do governo provisório. À medida que o consenso geral dentro dos sovietes se movia para a esquerda, menos forças militantes começaram a abandoná-los, deixando os bolcheviques numa posição mais forte. Em outubro, os bolcheviques exigiam a transferência total do poder para os sovietes e a rejeição total da legitimidade do governo provisório liderado por Kerensky. O governo provisório, insistente em manter o esforço de guerra universalmente desprezado na Frente Oriental por causa dos laços do tratado com os seus Aliados e dos receios da vitória imperial alemã, tornou-se socialmente isolado e não teve apoio entusiástico nas ruas. Em 7 de Novembro (25 de outubro, à moda antiga), os bolcheviques lideraram uma insurreição armada, que derrubou o governo provisório de Kerensky e deixou os sovietes como a única força governante na Rússia.
No rescaldo da Revolução de Outubro, os sovietes uniram-se a nível federal e a República Socialista Federativa Soviética Russa, o primeiro estado constitucionalmente socialista do mundo, foi estabelecida. Os bolcheviques eram a maioria dentro dos sovietes e começaram a cumprir as suas promessas de campanha assinando uma paz prejudicial para acabar com a guerra com os alemães no Tratado de Brest-Litovsk e transferindo propriedades e terras imperiais para os sovietes operários e camponeses. Neste contexto, em 1918, o POSDR(b) tornou-se o Partido Comunista de Toda a Rússia (bolcheviques). Fora da Rússia, os social-democratas que apoiavam o governo soviético começaram a identificar-se como comunistas, enquanto aqueles que se lhe opunham mantiveram o rótulo social-democrata.
Em 1921, quando a Guerra Civil chegava ao fim, Lenin propôs a Nova Política Econômica (NEP), um sistema de capitalismo de Estado que iniciou o processo de industrialização e recuperação pós-guerra. A NEP pôs fim a um breve período de intenso racionamento denominado “comunismo de guerra” e iniciou um período de economia de mercado sob o ditado comunista. Os bolcheviques acreditavam nesta altura que a Rússia, estando entre os países economicamente mais subdesenvolvidos e socialmente atrasados da Europa, ainda não tinha alcançado as condições necessárias de desenvolvimento para que o socialismo se tornasse uma busca prática e que isso teria que esperar que tais condições chegassem. sob o desenvolvimento capitalista, tal como foi alcançado em países mais avançados, como a Inglaterra e a Alemanha. Em 30 de dezembro de 1922, a RSFS russa juntou-se aos antigos territórios do Império Russo para formar a União das Repúblicas Socialistas Soviéticas (URSS), da qual Lenin foi eleito líder. Em 9 de março de 1923, Lenin sofreu um derrame, que o incapacitou e efetivamente encerrou seu papel no governo. Ele morreu em 21 de janeiro de 1924, apenas treze meses após a fundação da União Soviética, da qual seria considerado o pai fundador.

### Era Stalin (1924–1953)

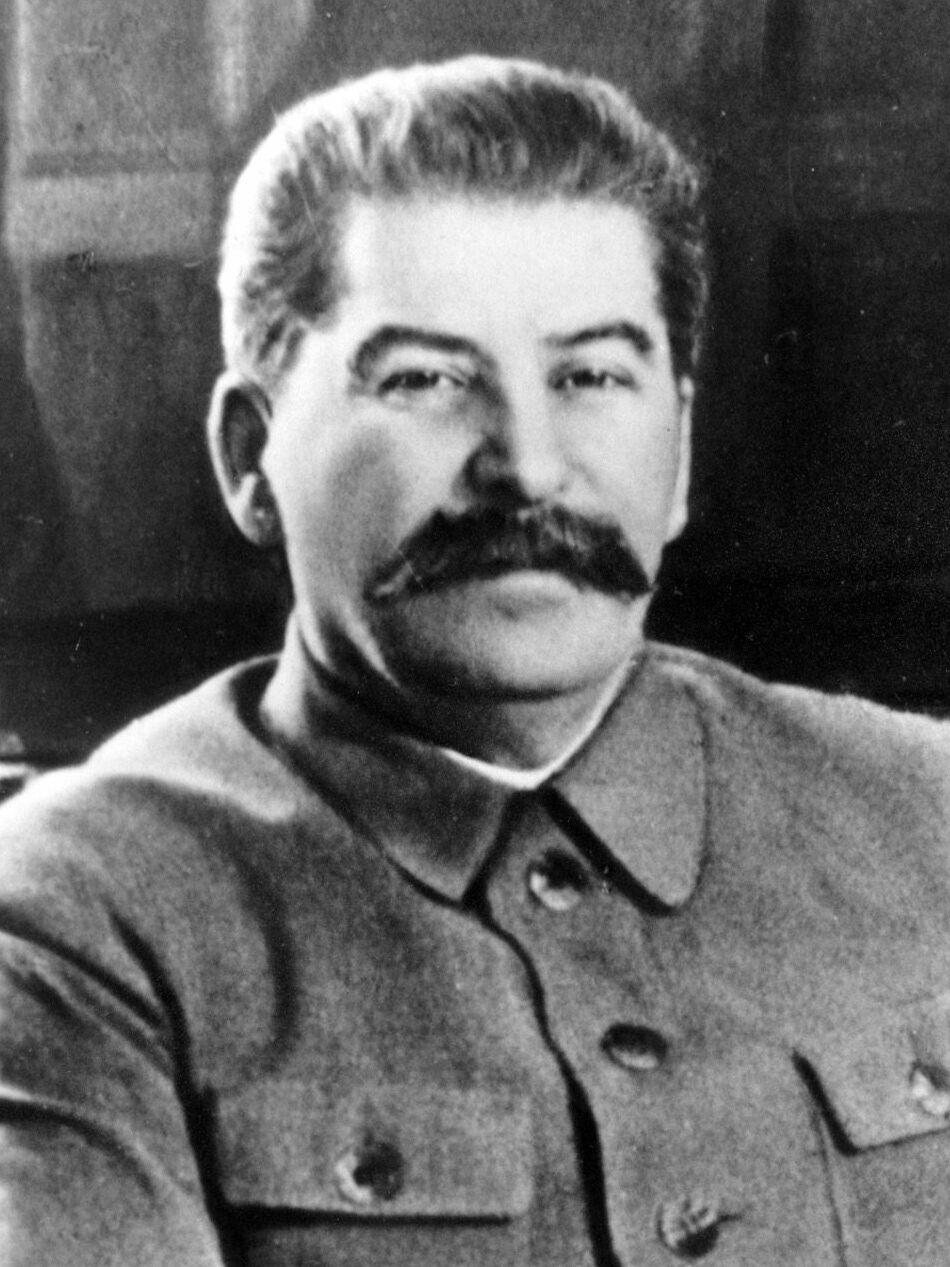
Josef Stalin

Após a morte de Lenin, seguiu-se uma luta pelo poder entre Josef Stalin, o secretário-geral do partido, e Leon Trotsky, o ministro da Defesa, cada um com visões altamente contrastantes para a direção futura do país. Trotsky procurou implementar uma política de revolução permanente, que se baseava na noção de que a União Soviética não seria capaz de sobreviver num carácter socialista quando cercada por governos hostis e, portanto, concluiu que era necessário apoiar ativamente revoluções semelhantes nos mais países capitalistas avançados. Stalin, no entanto, argumentou que tal política externa não seria viável com as capacidades então possuídas pela União Soviética e que convidaria à destruição do país através do envolvimento num conflito armado. Em vez disso, Stalin argumentou que a União Soviética deveria, entretanto, prosseguir a coexistência pacífica e convidar o investimento estrangeiro a fim de desenvolver a economia do país e construir o socialismo num só país. Em última análise, Stalin obteve o maior apoio dentro do partido, e Trotsky, que era cada vez mais visto como um colaborador de forças externas num esforço para depor Estaline, foi isolado e posteriormente expulso do partido e exilado do país em 1928. As políticas de Stalin doravante seriam mais tarde conhecidas coletivamente como stalinismo. Em 1925, o nome do partido foi mudado para Partido Comunista de União (Bolcheviques), refletindo que as repúblicas fora da Rússia propriamente dita já não faziam parte de um Estado russo abrangente. A sigla geralmente era transliterada como VKP(b), ou às vezes VCP(b). Stalin procurou formalizar a perspectiva ideológica do partido em um híbrido filosófico das ideias originais de Lenin com o marxismo ortodoxo no que seria chamado de marxismo-leninismo. A posição de Stalin como secretário-geral tornou-se o principal cargo executivo dentro do partido, dando a Stalin autoridade significativa sobre a política partidária e estatal.
No final da década de 1920, as relações diplomáticas com os países ocidentais deterioravam-se a tal ponto que havia um medo crescente de outro ataque aliado à União Soviética. Dentro do país, as condições da NEP permitiram desigualdades crescentes entre os estratos cada vez mais ricos e os restantes pobres. A combinação destas tensões levou a liderança do partido a concluir que era necessário para a sobrevivência do governo prosseguir uma nova política que centralizasse a atividade econômica e acelerasse a industrialização. Para fazer isso, o primeiro plano quinquenal foi implementado em 1928. O plano duplicou a força de trabalho industrial, proletarizando muitos dos camponeses, removendo-os das suas terras e reunindo-os em centros urbanos. Os camponeses que permaneceram no trabalho agrícola também foram obrigados a ter uma relação proletária semelhante com o seu trabalho através das políticas de coletivização, que transformaram as explorações agrícolas de estilo feudal em explorações colectivas que seriam de natureza cooperativa sob a direcção do Estado. Estas duas mudanças mudaram a base da sociedade soviética para um alinhamento mais proletário. O plano foi cumprido antes do previsto em 1932.
O sucesso da industrialização na União Soviética levou os países ocidentais, como os Estados Unidos, a abrirem relações diplomáticas com o governo soviético. Em 1933, após anos de revoluções operárias mal sucedidas (incluindo uma breve República Soviética da Baviera) e uma espiral de calamidade econômica, Adolf Hitler chegou ao poder na Alemanha, reprimindo violentamente os organizadores revolucionários e representando uma ameaça directa à União Soviética que apoiava ideologicamente eles. A ameaça de sabotagem fascista e de ataque iminente exacerbou enormemente as tensões já existentes dentro da União Soviética e do Partido Comunista. Uma onda de paranoia tomou conta de Stalin e da liderança do partido e se espalhou pela sociedade soviética. Vendo potenciais inimigos por toda parte, os líderes dos aparatos de segurança do governo iniciaram severas repressões conhecidas como o Grande Expurgo. No total, centenas de milhares de pessoas, muitas das quais foram reconhecidas postumamente como inocentes, foram presas e enviadas para campos de prisioneiros ou executadas. Também durante este período, foi travada uma campanha contra a religião, na qual a Igreja Ortodoxa Russa, que durante muito tempo foi um braço político do czarismo antes da revolução, foi impiedosamente reprimida, a religião organizada foi geralmente removida da vida pública e transformada num assunto completamente privado., com muitas igrejas, mesquitas e outros santuários sendo reaproveitados ou demolidos.
A União Soviética foi a primeira a alertar sobre o perigo iminente de invasão da Alemanha Nazista à comunidade internacional. As potências ocidentais, no entanto, continuaram empenhadas em manter a paz e evitar o início de outra guerra, muitos considerando os avisos da União Soviética uma provocação indesejada. Depois de muitas tentativas infrutíferas de criar uma aliança antifascista entre os países ocidentais, incluindo a tentativa de reunir apoio internacional para a República Espanhola na sua luta contra um golpe militar nacionalista que recebeu apoio da Alemanha e da Itália, em 1939 a União Soviética assinou um pacto de não-agressão com a Alemanha, invadindo posteriormente conjuntamente a Polônia para cumprir um protocolo secreto do pacto, bem como ocupando os Estados Bálticos, este pacto seria quebrado em junho de 1941, quando os militares alemães invadiram a União Soviética na maior invasão terrestre da história, dando início à "Grande Guerra Patriótica".
A Internacional Comunista foi dissolvida em 1943, depois de se ter concluído que tal organização não conseguiu impedir a ascensão do fascismo e a guerra global necessária para derrotá-lo. Após a vitória dos Aliados na Segunda Guerra Mundial em 1945, o Partido manteve a doutrina de estabelecer governos socialistas nos territórios ocupados do pós-guerra que seriam administrados por comunistas leais à administração de Stalin. O partido também procurou expandir a sua esfera de influência para além dos territórios ocupados, recorrendo a guerras por procuração e espionagem e fornecendo formação e financiamento para promover elementos comunistas no estrangeiro, levando à criação do Cominform em 1947.
Em 1949, os comunistas saíram vitoriosos da Guerra Civil Chinesa, causando uma mudança extrema no equilíbrio global de forças e aumentando enormemente as tensões entre os comunistas e as potências ocidentais, alimentando a Guerra Fria. Na Europa, a Iugoslávia, sob a liderança de Josip Broz Tito, adquiriu o território de Trieste, causando conflito tanto com as potências ocidentais como com a administração Stalin que se opôs a tal movimento provocativo. Além disso, os comunistas iugoslavos apoiaram ativamente os comunistas gregos durante a sua guerra civil, frustrando ainda mais o governo soviético. Estas tensões levaram a uma ruptura Tito-Stalin, que marcou o início da divisão sectária internacional dentro do movimento comunista mundial.

### Anos pós-Stalin (1953–1985)

Um bairro na Baía Kozhukhovsky, no rio Moskva, com uma grande placa promovendo o Partido Comunista da União Soviética, Moscou, 1975

Após a morte de Stalin, Nikita Khrushchev ascendeu ao posto mais alto ao superar adversários políticos, incluindo Lavrenti Beria e Geórgiy Malenkov, numa luta pelo poder. Em 1955, Khrushchev conseguiu o rebaixamento de Malenkov e garantiu sua própria posição como líder soviético. No início do seu governo e com o apoio de vários membros do Presidium, Khrushchev iniciou o Degelo, que efetivamente pôs fim ao terror stalinista em massa das décadas anteriores e reduziu consideravelmente a opressão socioeconómica.  No 20º Congresso realizado em 1956, Khrushchev denunciou os crimes de Stalin, tendo o cuidado de omitir qualquer referência à cumplicidade por parte de quaisquer membros titulares do Presidium. As suas políticas económicas, embora tenham trazido melhorias, não foram suficientes para resolver os problemas fundamentais da economia soviética. O padrão de vida dos cidadãos comuns aumentou; 108 milhões de pessoas mudaram-se para novas moradias entre 1956 e 1965.
As políticas externas de Khrushchev levaram à ruptura sino-soviética, em parte como consequência da sua denúncia pública de Stalin.  Khrushchev melhorou as relações com a Liga dos Comunistas da Iugoslávia de Josip Broz Tito, mas não conseguiu estabelecer as relações estreitas entre partidos que desejava. Embora o Degelo tenha reduzido a opressão política internamente, levou a consequências não intencionais no estrangeiro, como a Revolução Húngara de 1956 e a agitação na Polônia, onde os cidadãos locais sentiam-se agora suficientemente confiantes para se rebelarem contra o controlo soviético. Khrushchev também não conseguiu melhorar as relações soviéticas com o Ocidente, em parte devido a uma postura militar agressiva. No rescaldo da crise dos mísseis cubanos, a posição de Khrushchev dentro do partido foi substancialmente enfraquecida. Pouco antes da sua eventual destituição, ele tentou introduzir reformas econômicas defendidas por Evsei Liberman, um economista soviético, que tentou implementar mecanismos de mercado na economia planificada. 
Khrushchev foi deposto em 14 de outubro de 1964 num plenário do Comitê Central que citou oficialmente a sua incapacidade de ouvir os outros, a sua falha em consultar os membros do Presidium, o estabelecimento de um culto à personalidade, a sua má gestão econômica e a sua atitude antipartidária. reformas como as razões pelas quais ele não estava mais apto para permanecer como chefe do partido. Ele foi sucedido no cargo por Leonid Brezhnev como Primeiro-Secretário e Alexei Kossygin como Presidente do Conselho de Ministros.

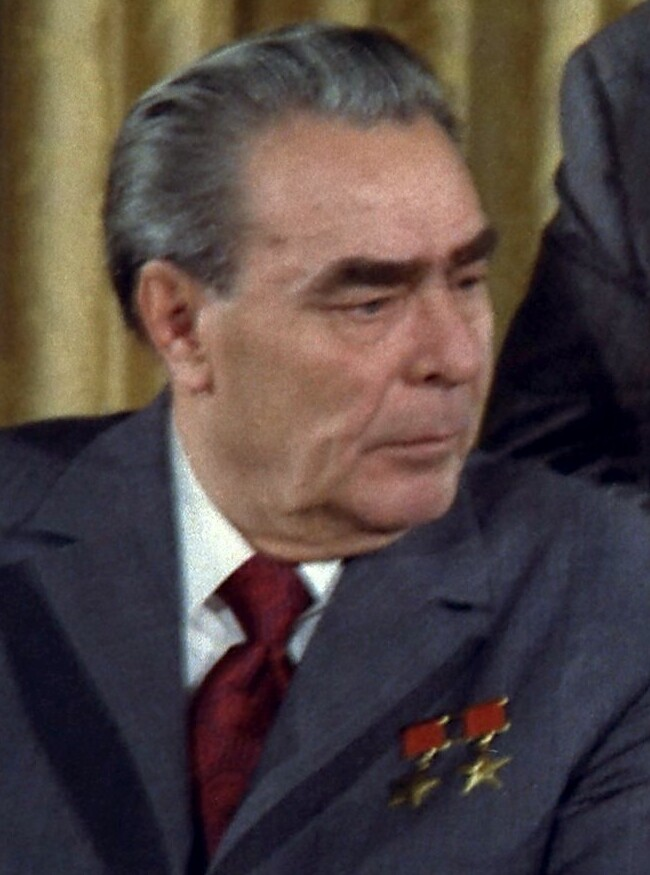
A era Brejnev é comumente referida pelos historiadores como a Era da Estagnação, um termo cunhado pelo secretário-geral do PCUS, Gorbachev.

A era Brejnev começou com uma rejeição do Khrushchevismo em praticamente todas as áreas, excepto uma: a oposição contínua aos métodos estalinistas de terror e violência política. As políticas de Khrushchev foram criticadas como voluntarismo, e o período Brejnev viu a ascensão do neostalinismo. Embora Stalin nunca tenha sido reabilitado durante este período, os jornais mais conservadores do país foram autorizados a destacar características positivas do seu governo.
No 23º Congresso realizado em 1966, os nomes do cargo de Primeiro Secretário e do órgão do Presidium voltaram aos seus nomes originais: Secretário-Geral e Politburo, respectivamente. No início do seu mandato, Kosygin experimentou reformas económicas semelhantes às defendidas por Malenkov, incluindo a priorização da indústria ligeira em detrimento da indústria pesada para aumentar a produção de bens de consumo. Reformas semelhantes foram introduzidas na Hungria sob o nome de Novo Mecanismo Econômico; no entanto, com a ascensão ao poder de Alexander Dubček na Tchecoslováquia, que apelou ao estabelecimento de um "socialismo com face humana", todas as tentativas de reforma não-conformistas na União Soviética foram interrompidas. 
Durante o seu governo, Brejnev apoiou a détente, um enfraquecimento passivo da animosidade com o Ocidente com o objetivo de melhorar as relações políticas e econômicas. No entanto, no 25º Congresso realizado em 1976, os problemas políticos, econômicos e sociais na União Soviética começaram a aumentar e a administração Brejnev viu-se numa posição cada vez mais difícil. No ano anterior, a saúde de Brezhnev começou a piorar. Ele ficou viciado em analgésicos e precisou tomar medicamentos cada vez mais potentes para comparecer às reuniões oficiais. Devido à política de “confiança nos quadros” implementada pela sua administração, a liderança do PCUS evoluiu para uma gerontocracia. No final do governo de Brejnev, os problemas continuaram a aumentar; em 1979, ele consentiu na intervenção soviética no Afeganistão para salvar o regime comunista em apuros e apoiou a opressão do movimento Solidarność na Polônia. À medida que os problemas cresciam a nível interno e externo, Brejnev foi cada vez mais ineficaz na resposta às crescentes críticas à União Soviética por parte dos líderes ocidentais, principalmente dos presidentes dos EUA, Jimmy Carter e Ronald Reagan, e da primeira-ministra do Reino Unido, Margaret Thatcher. O PCUS, que interpretou voluntariamente a crise financeira da década de 1970 como o início do fim do capitalismo, viu o seu país ficar muito atrás do Ocidente no seu desenvolvimento económico. Brezhnev morreu em 10 de novembro de 1982 e foi sucedido por Iúri Andropov em 12 de novembro.
Andropov, um ferrenho anti-stalinista, presidiu a KGB durante a maior parte do reinado de Brejnev. Ele nomeou vários reformadores para cargos de liderança na KGB, muitos dos quais mais tarde se tornaram funcionários importantes no governo de Gorbachev. Andropov apoiou uma maior abertura na imprensa, particularmente no que diz respeito aos desafios que a União Soviética enfrenta. Andropov esteve no cargo por um breve período, mas nomeou vários reformadores, incluindo Egor Ligatchov, Nikolay Ryzhkov e Mikhail Gorbatchov, para cargos importantes. Ele também apoiou a repressão ao absenteísmo e à corrupção. Andropov pretendia deixar Gorbachev sucedê-lo no cargo, mas Konstantin Chernenko e seus apoiadores suprimiram o parágrafo da carta que pedia a elevação de Gorbachev.  Andropov morreu em 9 de fevereiro de 1984 e foi sucedido por Chernenko. O idoso Cherneko esteve com a saúde debilitada durante sua curta liderança e não conseguiu consolidar o poder; o controle efetivo da organização do partido permaneceu com Gorbachev. Chernenko morreu em 10 de março de 1985 e foi sucedido no cargo por Gorbachev no dia seguinte.

### Gorbatchov e o fim do partido (1985–1991)
O Politburo não queria outro líder idoso e frágil depois dos seus três líderes anteriores, e elegeu Gorbatchov como secretário-geral do PCUS em 11 de março de 1985, um dia após a morte de Chernenko. Quando Gorbachev ascendeu ao poder, a União Soviética estava estagnada, mas era estável e poderia ter continuado praticamente inalterada no século XXI se não fosse pelas reformas de Gorbachev.
Gorbachev conduziu uma remodelação significativa do pessoal da liderança do PCUS, forçando os antigos conservadores do partido a deixarem o cargo. Em 1985 e no início de 1986, a nova liderança do partido convocou o uskoreniye (em russo:  ускоре́ние). Gorbachev revigorou a ideologia do partido, acrescentando novos conceitos e atualizando os antigos. As consequências positivas disto incluíram a permissão do "pluralismo de pensamento" e um apelo ao estabelecimento do "pluralismo socialista" (literalmente, democracia socialista). Gorbachev introduziu uma política de glasnost (em russo:  гла́сность, significando abertura ou transparência) em 1986, o que levou a uma onda de democratização não intencional. Segundo o pesquisador britânico de assuntos russos, Archie Brown, a democratização da União Soviética trouxe bênçãos mistas para Gorbachev; ajudou-o a enfraquecer os seus oponentes conservadores dentro do partido, mas trouxe à tona queixas acumuladas que tinham sido suprimidas durante as décadas anteriores.

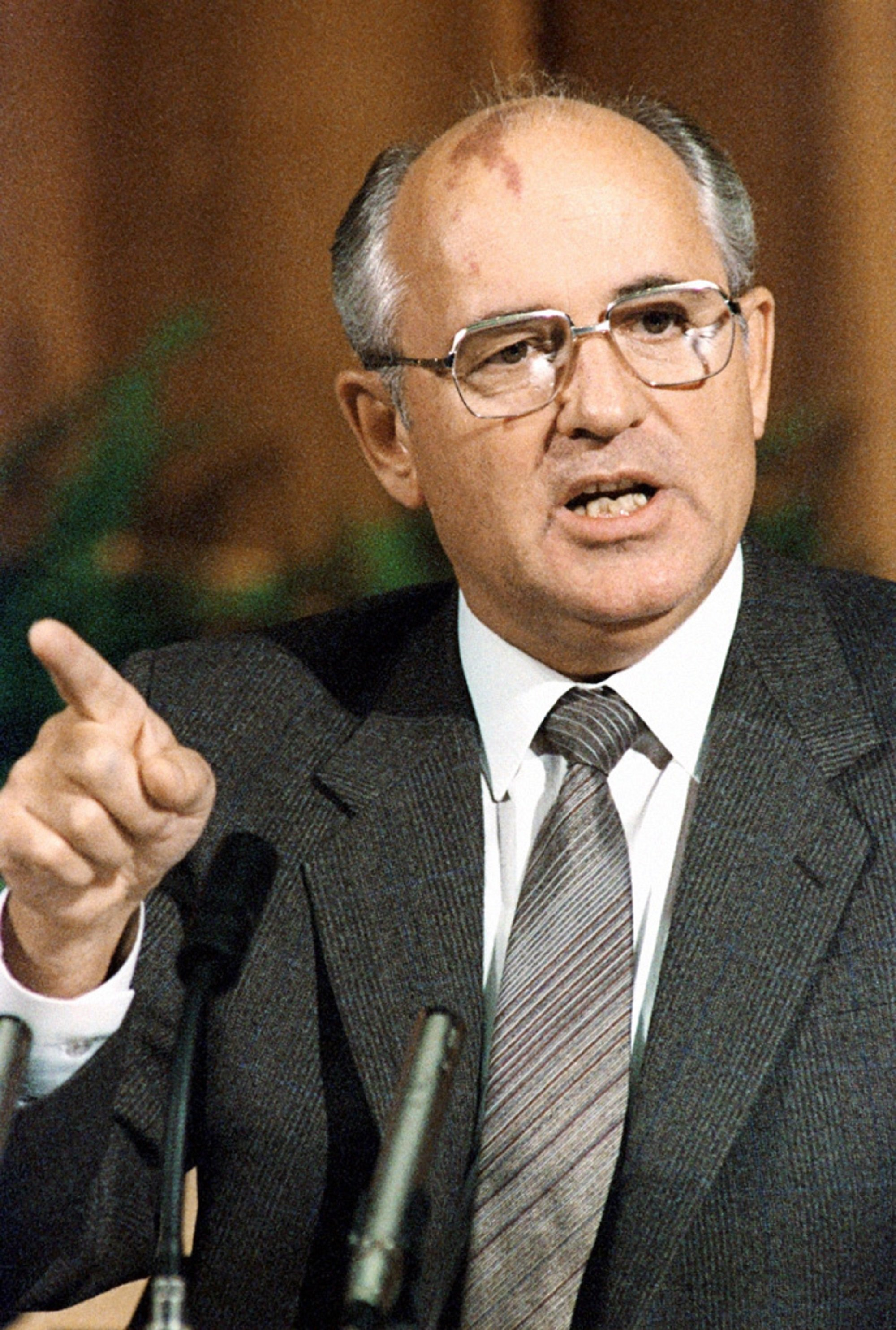
Mikhail Gorbachev, o último líder do PCUS e da União Soviética, em 1986

Em reação a estas mudanças, um movimento conservador ganhou impulso em 1987, em resposta à demissão de Boris Iéltsin como Primeiro-Secretário do Comitê da Cidade de Moscovo do PCUS. Em 13 de março de 1988, Nina Andreyeva, professora universitária, escreveu um artigo intitulado “Não posso abandonar meus princípios”. A publicação foi planejada para ocorrer quando Gorbachev e seu protegido Alexander Yakovlev visitassem países estrangeiros. Em seu lugar, Yegor Ligachev liderou a organização do partido e disse aos jornalistas que o artigo era “uma referência para o que precisamos hoje na nossa ideologia”. Após o retorno de Gorbachev, o artigo foi longamente discutido durante uma reunião do Politburo; foi revelado que quase metade dos seus membros simpatizava com a letra e se opunha a novas reformas que poderiam enfraquecer o partido. A reunião durou dois dias, mas em 5 de abril uma resolução do Politburo respondeu com uma refutação ponto por ponto ao artigo de Andreyeva.
Gorbachev convocou a 19ª Conferência do Partido em junho de 1988. Ele criticou os principais conservadores do partido — Ligachev, Andrei Gromiko e Mikhail Solomentsev. Por sua vez, os delegados conservadores atacaram Gorbachev e os reformadores. De acordo com Brown, não houve tanta discussão aberta e dissidência numa reunião do partido desde o início da década de 1920.
Apesar da profunda oposição a novas reformas, o PCUS permaneceu hierárquico; os conservadores acederam às exigências de Gorbachev em deferência à sua posição como secretário-geral do PCUS. A 19ª Conferência aprovou a criação do Congresso dos Deputados do Povo (CPD) e permitiu eleições contestadas entre o PCUS e candidatos independentes. Outras festas organizadas não eram permitidas. O CPD foi eleito em 1989; um terço dos assentos foram nomeados pelo PCUS e outras organizações públicas para sustentar o estado de partido único soviético. As eleições foram democráticas, mas a maioria dos membros eleitos do CPD opôs-se a qualquer reforma mais radical. As eleições tiveram a maior participação eleitoral na história da Rússia; nenhuma eleição antes ou depois teve uma taxa de participação mais elevada. Uma oposição organizada foi estabelecida dentro da legislatura sob o nome de Grupo Inter-Regional de Deputados pelo dissidente Andrei Sakharov. Uma consequência não intencional destas reformas foi o aumento da pressão anti-PCUS; em março de 1990, numa sessão do Soviete Supremo da União Soviética, o partido foi forçado a renunciar ao seu monopólio político do poder, transformando na verdade a União Soviética numa democracia liberal.
O desaparecimento do PCUS começou em março de 1990, quando os órgãos estatais eclipsaram os elementos do partido no poder. Desde então, até à desestabilização da União Soviética, Gorbachev governou o país através do recém-criado cargo de Presidente da União Soviética. Depois disso, o aparelho central do partido não desempenhou um papel prático nos assuntos soviéticos. Gorbachev tornou-se independente do Politburo e enfrentou poucas restrições por parte dos líderes partidários. No verão de 1990, o partido convocou o 28º Congresso. Um novo Politburo foi eleito, os titulares anteriores (exceto Gorbachev e Vladimir Ivashko, o secretário-geral adjunto do PCUS) foram removidos. Mais tarde naquele ano, o partido começou a trabalhar em um novo programa com o título provisório, "Rumo a um Socialismo Humano e Democrático". De acordo com Brown, o programa refletia a jornada de Gorbachev de comunista ortodoxo a social-democrata europeu. As liberdades de pensamento e de organização permitidas por Gorbachev levaram a um aumento do nacionalismo nas repúblicas soviéticas, enfraquecendo indirectamente as autoridades centrais. Em resposta a isto, ocorreu um referendo em 1991, no qual a maioria das repúblicas sindicais votaram para preservar a união de uma forma diferente. Em reação a isto, elementos conservadores dentro do PCUS lançaram o golpe de agosto de 1991, que derrubou Gorbachev mas não conseguiu preservar a União Soviética. Quando Gorbachev retomou o controle (21 de agosto de 1991) após o colapso do golpe, ele renunciou ao PCUS em 24 de agosto de 1991 e as operações foram entregues a Ivashko. Em 29 de Agosto de 1991, a atividade do PCUS foi suspensa em todo o país, em 6 de novembro, Iéltsin proibiu as atividades do partido na Rússia e Gorbachev renunciou à presidência em 25 de dezembro; no dia seguinte, o Soviete das Repúblicas dissolveu a União Soviética.
Em 30 de Novembro de 1992, o Tribunal Constitucional da Federação Russa reconheceu a proibição das atividades das organizações primárias do Partido Comunista, formadas numa base territorial, como inconsistente com a Constituição da Rússia, mas manteve a dissolução das estruturas governamentais da Rússia. o PCUS e as estruturas de governo da sua organização republicana — o Partido Comunista da RSFSR.
Após a dissolução da União Soviética em 1991, os adeptos russos da tradição do PCUS, particularmente como existia antes de Gorbachev, reorganizaram-se dentro do Partido Comunista da Federação Russa (PCRF). Hoje, um vasto leque de partidos na Rússia apresentam-se como sucessores do PCUS. Vários deles usaram o nome "CPSU". No entanto, o PCFR é geralmente visto (devido ao seu enorme tamanho) como o herdeiro do PCUS na Rússia. Além disso, o PCRF foi inicialmente fundado como Partido Comunista da RSFS Russa em 1990 (algum tempo antes da abolição do PCUS) e foi visto pelos críticos como uma contraparte "nacionalista russa" do PCUS

## Estilo de governo
O estilo de governação do partido alternava entre a liderança coletiva e o culto à personalidade. A liderança coletiva dividiu o poder entre o Politburo, o Comité Central e o Conselho de Ministros para impedir quaisquer tentativas de criar o domínio de um homem só sobre o sistema político soviético. Em contraste, o período de Stalin como líder foi caracterizado por um extenso culto à personalidade. Independentemente do estilo de liderança, todo o poder político da União Soviética estava concentrado na organização do PCUS.

### Centralismo democrático
O centralismo democrático é um princípio organizacional concebido por Lenin. De acordo com os pronunciamentos soviéticos, o centralismo democrático distinguia-se do "centralismo burocrático", que se referia a fórmulas arrogantes sem conhecimento ou discussão. No centralismo democrático, as decisões são tomadas após discussões, mas uma vez formada a linha geral do partido, a discussão sobre o assunto deve cessar. Nenhum membro ou instituição organizacional pode discordar de uma política depois de esta ter sido acordada pelo órgão de governo do partido; fazê-lo levaria à expulsão do partido (formalizada no 10º Congresso). Por causa desta postura, Lenin iniciou uma proibição de facções, que foi aprovada no 10º Congresso.
Lenin acreditava que o centralismo democrático salvaguardava tanto a unidade do partido como a correção ideológica. Ele concebeu o sistema após os acontecimentos de 1917, quando vários partidos socialistas se "deformaram" e começaram a apoiar activamente os sentimentos nacionalistas. Lenin pretendia que a devoção à política exigida pelo centralismo protegeria os partidos de tais males revisionistas e da deformação burguesa do socialismo. Lenin apoiou a noção de um partido de vanguarda altamente centralizado, no qual os membros comuns do partido elegeram o comitê local do partido, o comitê local do partido elegeu o comitê regional, o comitê regional elegeu o Comitê Central e o Comitê Central elegeu o Politburo, Orgburo, e O secretariado. Lenin acreditava que o partido precisava ser governado pelo centro e ter à sua disposição o poder de mobilizar os membros do partido à vontade. Este sistema foi posteriormente introduzido em partidos comunistas no estrangeiro através da Internacional Comunista (Comintern).

### Vanguardismo
Um princípio central do leninismo era o do partido de vanguarda. Numa sociedade capitalista, o partido deveria representar os interesses da classe trabalhadora e de todos aqueles que eram explorados pelo capitalismo em geral; no entanto, não deveria se tornar parte dessa classe. Lenine decidiu que a única responsabilidade do partido era articular e planear os interesses a longo prazo das classes oprimidas. Não era responsável pelas queixas diárias dessas classes; essa era responsabilidade dos sindicatos. Segundo Lenin, o partido e as classes oprimidas nunca poderiam tornar-se um só porque o partido era responsável por conduzir as classes oprimidas à vitória. A ideia básica era que um pequeno grupo de pessoas organizadas poderia exercer um poder desproporcional ao seu tamanho com habilidades organizacionais superiores. Apesar disso, até ao fim da sua vida, Lenine alertou para o perigo de o partido poder ser tomado por burocratas, por uma pequena camarilha ou por um indivíduo. Perto do fim da sua vida, criticou a inércia burocrática de certos funcionários e admitiu ter problemas com algumas das estruturas de controlo do partido, que deveriam supervisionar a vida organizacional.

## Organização
| - Partido Comunista da União Soviética (Comitê Central) - Partido Comunista da Armênia (Comitê Central) - Partido Comunista do Azerbaijão (Comitê Central) - Partido Comunista de Bukhara - Partido Comunista da Bielorrússia (Comitê Central) - Partido Comunista da Estônia (Comitê Central) - Partido Comunista da Geórgia (Comitê Central) - Partido Comunista da República Socialista Soviética Carelo-Finlandesa (Comitê Central) - Partido Comunista do Cazaquistão (Comitê Central) - Partido Comunista da Quirguizia (Comitê Central) - Partido Comunista de Khorezm | - Partido Comunista da Letônia (Comitê Central) - Partido Comunista da Lituânia (Comitê Central) - Partido Comunista da Lituânia e Bielorússia (Comitê Central) - Partido Comunista da Moldávia (Comitê Central) - Partido Comunista da República Socialista Federativa Soviética Russa (Comitê Central) - Partido Comunista do Tajiquistão (Comitê Central) - Partido Comunista do Turquestão (Comitê Central) - Partido Comunista do Turcomenistão (Comitê Central) - Partido Comunista da Ucrânia (Comitê Central) - Partido Comunista do Uzbequistão (Comitê Central) |

### Congresso
O Congresso, nominalmente o órgão máximo do partido, reunia-se a cada cinco anos. Antes da Revolução de Outubro e até à consolidação do poder por Stalin, o Congresso era o principal órgão de decisão do partido. Contudo, após a ascensão de Stalin, os Congressos tornaram-se em grande parte simbólicos. Os líderes do PCUS usaram os Congressos como ferramenta de propaganda e controle. O Congresso mais notável desde a década de 1930 foi o 20º Congresso, no qual Khrushchev denunciou Stalin num discurso intitulado “O Culto à Personalidade e suas Consequências”.
Apesar dos delegados aos Congressos terem perdido os seus poderes para criticar ou remover a liderança do partido, os Congressos funcionaram como uma forma de comunicação elite-massa. Foram ocasiões para a liderança do partido expressar a linha do partido durante os próximos cinco anos aos membros comuns do PCUS e ao público em geral. A informação fornecida foi geral, garantindo que a liderança do partido mantinha a capacidade de fazer mudanças políticas específicas conforme considerasse adequado.
Os Congressos também proporcionaram legitimidade formal à liderança do partido, proporcionando um mecanismo para a eleição de novos membros e a aposentação de antigos membros que tinham perdido a preferência. As eleições nos Congressos foram todas pré-determinadas e os candidatos que concorreram a assentos no Comité Central e na Comissão Central de Auditoria foram previamente aprovados pelo Politburo e pelo Secretariado. Um Congresso também poderia fornecer uma plataforma para o anúncio de novos conceitos ideológicos. Por exemplo, no 22º Congresso, Khrushchev anunciou que a União Soviética veria “o comunismo dentro de vinte anos” — uma posição posteriormente retirada.
Uma Conferência, oficialmente referida como Conferência de Todos os Sindicatos, foi convocada entre os Congressos pelo Comitê Central para discutir a política partidária e fazer mudanças de pessoal dentro do Comitê Central. 19 conferências foram convocadas durante a existência do PCUS. O 19º Congresso realizado em 1952 retirou a cláusula do estatuto do partido que estipulava que uma Conferência partidária poderia ser convocada A cláusula foi restabelecida no 23º Congresso, realizado em 1966.

#### Comitê Central
O Comitê Central era um órgão coletivo eleito no congresso anual do partido.  Foi mandatado reunir-se pelo menos duas vezes por ano para atuar como órgão supremo de governo do partido.  O número de membros do Comitê Central aumentou de 71 membros titulares em 1934 para 287 em 1976. Os membros do Comité Central foram eleitos para os assentos devido aos cargos que ocupavam e não por mérito pessoal. Por causa disso, o Comitê Central era comumente considerado um indicador para os soviéticos estudarem a força das diferentes instituições. O Politburo foi eleito e reportado ao Comitê Central. Além do Politburo, o Comité Central também elegeu o Secretariado e o Secretário Geral — o líder de facto da União Soviética. Em 1919-1952, o Orgburo também foi eleito da mesma forma que o Politburo e o Secretariado pelos plenários do Comitê Central. Entre as sessões plenárias do Comité Central, o Politburo e o Secretariado foram legalmente autorizados a tomar decisões em seu nome. O Comité Central ou o Politburo e/ou o Secretariado em seu nome poderiam emitir decisões a nível nacional; as decisões em nome do partido eram transmitidas de cima para baixo.
Sob Lenin, o Comitê Central funcionou de forma semelhante ao Politburo durante a era pós-Stalin, servindo como órgão dirigente do partido. No entanto, à medida que o número de membros do Comitê Central aumentou, o seu papel foi eclipsado pelo Politburo. Entre os Congressos, o Comité Central funcionou como fonte de legitimidade da liderança soviética. O declínio da posição do Comité Central começou na década de 1920; foi reduzido a um órgão complacente da liderança do Partido durante o Grande Expurgo. De acordo com as regras do partido, o Comité Central deveria reunir-se pelo menos duas vezes por ano para discutir assuntos políticos — mas não assuntos relacionados com a política militar. O corpo permaneceu em grande parte simbólico após a consolidação de Stalin; os principais funcionários do partido raramente participavam das reuniões do Comitê Central.

#### Comissão Central de Auditoria
A Comissão Central de Auditoria (CAC) foi eleita pelos Congressos do partido e reportava apenas ao Congresso do partido. Tinha quase tantos membros quanto o Comitê Central. Era responsável por supervisionar o tratamento célere e adequado dos assuntos por parte dos órgãos centrais do Partido; auditou as contas do Tesouro e das empresas do Comitê Central. Era também responsável por supervisionar o aparelho do Comité Central, garantindo que as suas diretivas eram implementadas e que as diretivas do Comitê Central estavam em conformidade com o Estatuto do partido.

#### Estatuto
O Estatuto (também conhecido como Regras, Carta e Constituição) era o estatuto do partido e controlava a vida dentro do PCUS. O 1º Estatuto foi adoptado no 2º Congresso do Partido Trabalhista Social-Democrata Russo — o precursor do PCUS. A forma como o Estatuto deveria ser estruturado e organizado levou a um cisma dentro do partido, levando ao estabelecimento de duas facções concorrentes; Bolcheviques (literalmente maioria) e Mencheviques (literalmente minoria). O primeiro Estatuto baseou-se na ideia de Lenin de um partido de vanguarda centralizado. O IV Congresso, apesar de uma maioria de delegados mencheviques, adicionou o conceito de centralismo democrático ao Artigo 2 do Estatuto. O 1º Estatuto durou até 1919, quando o 8º Congresso adotou o 2º Estatuto. Era quase cinco vezes mais extenso que o 1º Estatuto e continha 66 artigos. Foi alterado no 9º Congresso. No 11º Congresso, o 3º Estatuto foi aprovado com apenas pequenas alterações sendo feitas. Novos estatutos foram aprovados nos 17º e 18º Congressos, respectivamente. O último estatuto do partido, que existiu até a dissolução do PCUS, foi aprovado no 22º Congresso.

### Instrumentos do Comitê Central

#### Secretário-geral
Secretário-Geral do Comitê Central foi o título dado ao líder geral do partido. O cargo era sinônimo do líder da União Soviética após a consolidação do poder de Joseph Stalin na década de 1920. Stalin usou o cargo de secretário-geral para criar uma forte base de poder para si mesmo. O escritório foi formalmente intitulado Primeiro-Secretário entre 1953 e 1966.

#### Politburo

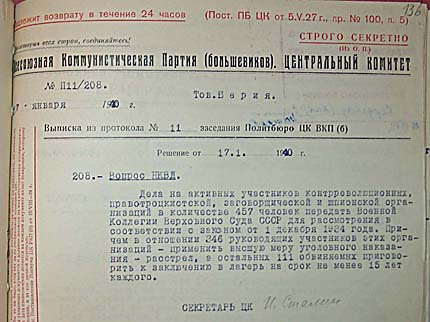
Uma resolução do Politburo para executar 346 "inimigos do PCUS e do poder soviético" que lideraram "atividades contrarrevolucionárias, trotskistas de direita, conspiração e espionagem" (assinada por Stalin)

O Bureau Político (Politburo), conhecido como Presidium de 1952 a 1966, foi o órgão máximo do partido quando o Congresso e o Comitê Central não estavam em sessão. Até à 19ª Conferência, em 1988, o Politburo, juntamente com o Secretariado, controlavam as nomeações e demissões em todo o país. No período pós-Stalin, o Politburo controlava o aparelho do Comité Central através de dois canais; o Departamento Geral distribuiu as ordens do Politburo aos departamentos do Comitê Central e por meio da sobreposição de pessoal que existia dentro do Politburo e do Secretariado. Esta sobreposição de pessoal deu ao Secretário-Geral do PCUS uma forma de fortalecer a sua posição dentro do Politburo através do Secretariado. Kirill Mazurov, membro do Politburo de 1965 a 1978, acusou Brejnev de transformar o Politburo num “segundo escalão” do poder. Ele conseguiu isso discutindo políticas antes das reuniões do Politburo com Mikhail Suslov, Andrei Kirilenko, Fyodor Kulakov e Dmitri Ustinov, entre outros, que ocupavam assentos tanto no Politburo quanto no Secretariado.  A afirmação de Mazurov foi posteriormente verificada por Nikolai Ryzhkov, presidente do Conselho de Ministros de Gorbachev. Ryzhkov disse que as reuniões do Politburo duraram apenas 15 minutos porque as pessoas próximas a Brezhnev já haviam decidido o que seria aprovado.
O Politburo foi abolido e substituído por um Presidium em 1952 no 19º Congresso.  No rescaldo do 19º Congresso e do 1º Plenário do 19º Comitê Central, Estaline ordenou a criação do Bureau do Presidium, que funcionava como comité permanente do Presidium. Em 6 de março de 1953, um dia após a morte de Stalin, um novo e menor Presidium foi eleito, e o Bureau do Presidium foi abolido numa sessão conjunta com o Presidium do Soviete Supremo e o Conselho de Ministros. 
Até 1990, o Secretário Geral do PCUS atuou como presidente informal do Politburo.  Durante as primeiras décadas de existência do PCUS, o Politburo foi oficialmente presidido pelo Presidente do Conselho dos Comissários do Povo; primeiro por Lenin, depois por Aleksey Rykov, Molotov, Stalin e Malenkov.  Depois de 1922, quando Lenin estava incapacitado, Lev Kamenev, como vice-presidente do Conselho dos Comissários do Povo, presidiu as reuniões do Politburo.  Esta tradição durou até a consolidação do poder de Khrushchev. Nos primeiros anos pós-Stalin, quando Malenkov presidiu as reuniões do Politburo, Khrushchev, como primeiro secretário, assinou todos os documentos do Comité Central e os colocou em vigor.  De 1954 a 1958, Khrushchev presidiu o Politburo como Primeiro Secretário, mas em 1958 demitiu e sucedeu Nikolai Bulganin como Presidente do Conselho de Ministros.  Nesse período, foi instituído o cargo informal de Segundo Secretário — posteriormente formalizado como Secretário — Adjunto.  O Segundo Secretário passou a ser responsável por presidir o Secretariado no lugar do Secretário Geral. Quando o Secretário-Geral não pudesse presidir as reuniões do Politburo, o Segundo Secretário ocuparia o seu lugar. Este sistema sobreviveu até a dissolução do PCUS em 1991. 
Para ser eleito para o Politburo, um membro tinha que servir no Comitê Central. O Comitê Central elegeu o Politburo após o Congresso do partido.  Os membros do Comitê Central receberam uma lista pré-determinada de candidatos para o Politburo, tendo apenas um candidato para cada assento; por esta razão, a eleição do Politburo geralmente era aprovada por unanimidade. Quanto maior for o poder do Secretário-Geral em exercício do PCUS, maiores serão as probabilidades de a adesão ao Politburo ser aprovada.

#### Secretariado
O Secretariado chefiava o aparato central do PCUS e era o único responsável pelo desenvolvimento e implementação das políticas partidárias.  Tinha poderes legais para assumir as atribuições e funções do Comité Central quando este não estava em plenário (não se reunia).  Muitos membros do Secretariado ocuparam simultaneamente um assento no Politburo. De acordo com um livro soviético sobre procedimentos partidários, o papel do Secretariado era o de "liderança do trabalho corrente, principalmente no domínio da seleção de pessoal e na organização da verificação do cumprimento das decisões do partido-Estado". "Seleções de pessoal" (em russo:  podbor kadrov) neste caso significou a manutenção de padrões gerais e critérios de seleção de pessoal diverso. "Verificação de cumprimento" (em russo:  proverka ispolneniia) das decisões partidárias e estaduais fez com que a Secretaria instruísse outros órgãos.
Os poderes do Secretariado foram enfraquecidos sob Mikhail Gorbachev, e as Comissões do Comitê Central assumiram as funções do Secretariado em 1988. Yegor Ligachev, membro do Secretariado, disse que as mudanças destruíram completamente o poder do Secretariado e tornaram o órgão quase supérfluo. Por causa disso, o Secretariado raramente se reuniu durante os dois anos seguintes. Foi revitalizado no 28º Congresso do Partido em 1990, e o Secretário-Geral Adjunto tornou-se o chefe oficial do Secretariado.

#### Orgburo
O Bureau Organizacional, ou Orgburo, existiu de 1919 a 1952 e foi um dos três órgãos dirigentes do partido quando o Comité Central não estava em sessão. Era responsável pelas "questões organizacionais, pelo recrutamento e alocação de pessoal, pela coordenação das atividades do partido, do governo e das organizações sociais (por exemplo, sindicatos e organizações juvenis), pela melhoria da estrutura do partido, pela distribuição de informações e relatórios dentro do partido". O XIX Congresso aboliu o Orgburo e as suas atribuições e responsabilidades foram assumidas pelo Secretariado. No início, o Orgburo realizava três reuniões por semana e reportava ao Comitê Central a cada duas semanas. Lenin descreveu a relação entre o Politburo e o Orgburo como "o Orgburo aloca forças, enquanto o Politburo decide a política". Uma decisão do Orgburo foi implementada pelo Secretariado. No entanto, o Secretariado poderia tomar decisões em nome do Orgburo sem consultar os seus membros, mas se um membro do Orgburo se opusesse a uma resolução do Secretariado, a resolução não seria implementada.  Na década de 1920, se o Comité Central não conseguisse convocar o Politburo e o Orgburo realizaria uma sessão conjunta em seu lugar.

#### Comissão de Controle
A Comissão Central de Controle (CCC) funcionou como o tribunal supremo do partido. O CCC foi estabelecido na 9ª Conferência Pan-Russa em setembro de 1920, mas as regras que organizam o seu procedimento não foram promulgadas antes do 10º Congresso. O 10º Congresso estabeleceu formalmente o CCC em todos os níveis partidários e declarou que só poderia ser eleito em congresso ou conferência partidária. O CCC e os CC eram formalmente independentes, mas tinham de tomar decisões através dos comités partidários ao seu nível, o que os levou, na prática, a perder a sua independência administrativa. No início, a principal responsabilidade dos CC era responder às queixas partidárias, concentrando-se principalmente nas queixas partidárias de partidarismo e burocratismo. No 11º Congresso, o mandato dos CCs foi ampliado; tornou-se responsável por supervisionar a disciplina partidária. Numa tentativa de centralizar ainda mais os poderes do CCC, um Presidium do CCC, que funcionava de maneira semelhante ao Politburo em relação ao Comitê Central, foi estabelecido em 1923. No 18º Congresso, as regras partidárias relativas ao CCC foram alteradas; agora era eleito pelo Comitê Central e estava subordinado ao Comitê Central.
Os membros do CCC não podiam ser simultaneamente membros do Comitê Central. Para criar um vínculo organizacional entre o CCC e outros órgãos de nível central, a 9ª Conferência Pan-Russa criou os plenários conjuntos CC-CCC. O CCC era um órgão poderoso; o 10º Congresso permitiu-lhe expulsar membros titulares e candidatos do Comité Central e membros dos seus órgãos subordinados se dois terços dos participantes num plenário do CC-CCC votassem a favor. Na sua primeira sessão em 1921, Lenin tentou persuadir o plenário conjunto a expulsar Alexander Shliapnikov do partido; em vez de expulsá-lo, Shliapnikov recebeu uma severa reprimenda.

#### Departamentos
O líder de um departamento geralmente recebia o título de "chefe" (em russo:  zaveduiuschchii). Na prática, o Secretariado tinha uma palavra a dizer na gestão dos departamentos; por exemplo, cinco dos onze secretários chefiavam seus próprios departamentos em 1978. Normalmente, secretários específicos recebiam funções de supervisão de um ou mais departamentos. Cada departamento estabeleceu suas próprias células — chamadas seções — especializadas em uma ou mais áreas. Durante a era Gorbachev, vários departamentos constituíam o aparato do Comitê Central. O Departamento de Construção do Partido e Trabalho de Quadros designou pessoal do partido no sistema de nomenklatura. O Departamento de Estado e Jurídico supervisionou as forças armadas, a KGB, o Ministério da Administração Interna, os sindicatos e a Procuradoria. Antes de 1989, o Comité Central tinha vários departamentos, mas alguns foram extintos naquele ano. Entre esses departamentos estava o Departamento de Economia que era responsável pela economia como um todo, um pela construção de máquinas, um pela indústria química, etc. O partido aboliu esses departamentos para se afastar da gestão quotidiana da a economia em favor dos órgãos governamentais e um maior papel do mercado, como parte do processo perestroika. Em seu lugar, Gorbachev apelou à criação de comissões com as mesmas responsabilidades dos departamentos, mas dando mais independência do aparelho de Estado. Esta mudança foi aprovada na 19ª Conferência, realizada em 1988. Seis comissões foram estabelecidas no final de 1988.

#### Pravda
Pravda (A Verdade) era o principal jornal da União Soviética. O Departamento Organizacional do Comitê Central era o único órgão com poderes para demitir os editores do Pravda. Em 1905, o Pravda começou como um projeto de membros do Partido Trabalhista Social-Democrata Ucraniano  Leon Trótski foi abordado sobre a possibilidade de dirigir o novo jornal devido ao seu trabalho anterior no jornal ucraniano Pensamento de Kiev. O primeiro número do Pravda foi publicado em 3 de outubro de 1908 em Lviv, onde continuou até a publicação do sexto número em novembro de 1909, quando a operação foi transferida para Viena, Áustria-Hungria. Durante a Guerra Civil Russa, as vendas do Pravda foram restringidas pelo Izvestia, o jornal governamental. Na época, a leitura média do Pravda era de 130 mil. Este jornal com sede em Viena publicou o seu último número em 1912 e foi sucedido no mesmo ano por um novo jornal dominado pelos bolcheviques, também chamado Pravda, que tinha sede em São Petersburgo. O principal objetivo do jornal era promover a filosofia marxista-leninista e expor as mentiras da burguesia. Em 1975, o jornal atingiu uma tiragem de 10,6 milhões. Atualmente é propriedade do Partido Comunista da Federação Russa.

#### Escola Superior do Partido
A Escola Superior do Partido (HPS) era o órgão responsável pelo ensino de quadros na União Soviética. Foi a sucessora da Academia Comunista, fundada em 1918. A HPS foi criada em 1939 como Escola Superior do Partido em Moscou e oferecia aos seus alunos um curso de treinamento de dois anos para se tornarem funcionários do PCUS. Foi reorganizado em 1956 para poder oferecer uma formação ideológica mais especializada.  Em 1956, a escola em Moscou foi aberta para estudantes de países socialistas fora da União Soviética. A Escola Superior do Partido de Moscou era a escola do partido com a posição mais elevada. A própria escola tinha onze faculdades até que uma resolução do Comité Central de 1972 exigiu uma reorganização do currículo.  O primeiro HPS regional fora de Moscou foi estabelecido em 1946 e no início da década de 1950 havia 70 Escolas Superiores do Partido. Durante a campanha de reorganização de 1956, Khrushchev fechou 13 delas e reclassificou 29 como escolas inter-republicanas e inter-oblasts.

### Organização de nível inferior

#### Organização republicana e local
O órgão mais baixo acima da organização partidária primária (PPO) era o nível distrital. A cada dois anos, o PPO local elegia delegados para a conferência partidária a nível distrital, que era supervisionada por um secretário de um nível superior do partido. A conferência elegeu um Comitê do Partido e um Primeiro Secretário e redeclarou o compromisso do distrito com o programa do PCUS. Entre as conferências, o comitê do partido “raion” — comumente referido como “raikom” — foi investido da autoridade final. Reuniu-se pelo menos seis vezes por ano para discutir as directivas partidárias e para supervisionar a implementação das políticas partidárias nos seus respectivos distritos, para supervisionar a implementação das directivas partidárias ao nível do PPO e para emitir directivas para os PPOs. 75–80 por cento dos membros do raikom eram membros plenos, enquanto os 20–25 restantes eram membros candidatos sem direito a voto. Os membros do Raikom eram geralmente do setor estatal, do setor partidário, do Komsomol ou dos sindicatos. 
A responsabilidade diária do raikom foi entregue a um Politburo, geralmente composto por 12 membros. O Primeiro Secretário distrital presidiu as reuniões do Politburo local e do raikom, e foi o elo direto entre o distrito e os escalões superiores do partido. O Primeiro Secretário era responsável pelo bom funcionamento das operações. O raikom era chefiado pelo aparelho local — o departamento de agitação local ou departamento industrial.  Um raikom normalmente não tinha mais do que 4 ou 5 departamentos, cada um dos quais era responsável por supervisionar o trabalho do setor estatal, mas não interferia no seu trabalho.
Este sistema permaneceu idêntico em todos os outros níveis da hierarquia do PCUS. Os outros níveis eram cidades, oblasts (regiões) e repúblicas.  Os delegados eleitos a nível distrital para uma conferência realizada pelo menos a cada três anos para eleger o comité do partido. A única diferença entre o oblast e o nível distrital era que o oblast tinha o seu próprio secretariado e mais departamentos à sua disposição. O comitê do partido do oblast, por sua vez, elegeu delegados para o Congresso de nível republicano, que acontecia a cada cinco anos. O Congresso elegeu então o Comité Central da república, que por sua vez elegeu um Primeiro Secretário e um Politburo. Até 1990, a República Socialista Federativa Soviética Russa era a única república que não tinha o seu próprio ramo republicano, sendo em vez disso representada pelo Comitê Central do PCUS.

#### Organizações partidárias primárias
A organização partidária primária (PPO) era o nível mais baixo na hierarquia do PCUS. Os PPOs eram células organizadas compostas por três ou mais membros. Um PPO poderia existir em qualquer lugar; por exemplo, em uma fábrica ou em um dormitório estudantil. Funcionavam como os “olhos e ouvidos” do partido ao nível mais baixo e eram utilizados para mobilizar apoio às políticas partidárias. Todos os membros do PCUS deveriam ser membros de um PPO local. O tamanho de um PPO variava de três pessoas a várias centenas, dependendo da sua configuração. Numa grande empresa, um PPO normalmente tinha várias centenas de membros. Nesses casos, o PPO foi dividido em agências baseadas em unidades de produção. Cada PPO era liderado por um comitê executivo e um secretário do comitê executivo. Cada comissão executiva é responsável pela comissão executiva do PPO e pelo seu secretário. Em pequenos PPOs, os membros reuniam-se periodicamente para discutir principalmente políticas partidárias, ideologia ou questões práticas. Nesse caso, o secretário do PPO era responsável pela cobrança das taxas partidárias, pelo reporte aos órgãos superiores e pela manutenção dos registos partidários. Um secretário podia ser eleito democraticamente através de voto secreto, mas isso não acontecia com frequência; em 1979, apenas 88 dos mais de 400 000 PPOs foram eleitos desta forma. Os restantes foram escolhidos por um órgão superior do partido e ratificados pelas assembleias gerais do PPO. A assembleia geral do PPO era responsável por eleger delegados para a conferência do partido a nível distrital ou municipal, dependendo da localização do PPO.

#### Filiação

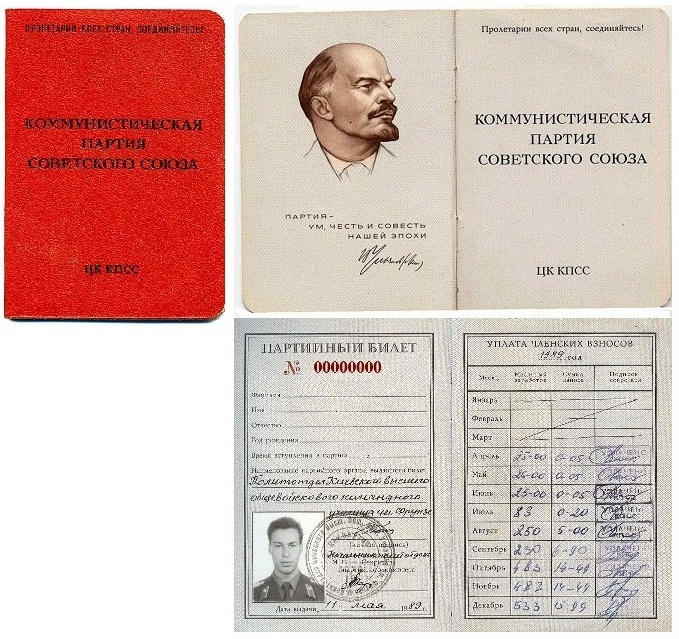
Cartão de membro do PCUS (1989)

A adesão ao partido não foi aberta. Para se tornar membro do partido, era preciso ser aprovado por vários comitês e o passado era examinado de perto. À medida que as gerações cresciam sem saber nada antes da União Soviética, a filiação partidária tornou-se algo geralmente alcançado após passar por uma série de etapas. As crianças ingressariam nos Jovens Pioneiros e, aos 14 anos, poderiam graduar-se na Komsomol (Liga Comunista Jovem). Em última análise, como adulto, se alguém tivesse demonstrado a devida adesão à disciplina partidária — ou tivesse as ligações certas, tornar-se-ia membro do próprio Partido Comunista. A filiação ao partido acarretava obrigações, pois esperava que os membros do Komsomol e do PCUS pagassem taxas e realizassem atribuições e "tarefas sociais" apropriadas (общественная работа).
Em 1918, o número de membros do partido era de aproximadamente 200 000. No final da década de 1920, sob Stalin, o partido envolveu-se numa intensa campanha de recrutamento, a "Lenin Levy", resultando em novos membros referidos como Inscritos de Lenin, provenientes tanto da classe trabalhadora como das áreas rurais. Isto representou uma tentativa de “proletarizar” o partido e uma tentativa de Estaline de fortalecer a sua base, superando em número os Velhos Bolcheviques e reduzindo a sua influência no Partido. Em 1925, o partido tinha 1 025 000 membros numa população soviética de 147 milhões. Em 1927, o número de membros aumentou para 1 200 000. Durante a campanha de coletivização e as campanhas de industrialização do primeiro plano quinquenal, de 1929 a 1933, o número de membros do partido cresceu rapidamente para aproximadamente 3,5 milhões de membros. No entanto, os líderes do partido suspeitavam que a entrada em massa de novos membros tinha permitido que "elementos sociais estranhos" penetrassem nas fileiras do partido e verificações documentais de adesão ocorreram em 1933 e 1935, removendo membros supostamente não confiáveis. Enquanto isso, o partido fechou suas fileiras para novos membros de 1933 a novembro de 1936. Mesmo após a reabertura do recrutamento partidário, o número de membros caiu para 1,9 milhões em 1939. Nicholas DeWitt dá 2,307 milhões de membros em 1939, incluindo membros candidatos, em comparação com 1,535 milhão em 1929 e 6,3 milhões em 1947. Em 1986, o PCUS tinha mais de 19 milhões de membros — aproximadamente 10% da população adulta da União Soviética. Mais de 44% dos membros do partido foram classificados como trabalhadores industriais e 12% como agricultores coletivos. O PCUS tinha organizações partidárias em 14 das 15 repúblicas da União Soviética. A própria República Socialista Federativa Soviética Russa não tinha nenhum Partido Comunista separado até 1990 porque o PCUS controlava diretamente os assuntos ali.

### Komsomol
A Liga da Juventude Comunista Leninista de Toda a União, comumente chamada de Komsomol, era a ala jovem do partido. O Komsomol atuou sob a direção do Comitê Central do PCUS. Foi responsável por doutrinar os jovens na ideologia comunista e organizar eventos sociais. Foi modelado de perto no PCUS; nominalmente, o órgão máximo era o Congresso, seguido pelo Comitê Central, pelo Secretariado e pelo Politburo. O Komsomol participou na elaboração de políticas nacionais, nomeando membros para os colégios do Ministério da Cultura, do Ministério do Ensino Superior e Secundário Especializado, do Ministério da Educação e da Comissão Estadual de Cultura Física e Desporto. O jornal da organização era o Komsomolskaya Pravda. O Primeiro Secretário e o Segundo Secretário eram comumente membros do Comitê Central, mas nunca foram eleitos para o Politburo. No entanto, no nível republicano, vários primeiros secretários do Komsomol foram nomeados para o Politburo.

## Ideologia

### Marxismo-Leninismo
O marxismo-leninismo foi a pedra angular da ideologia soviética. Explicou e legitimou o direito do PCUS de governar, ao mesmo tempo que explicou o seu papel como partido de vanguarda. Por exemplo, a ideologia explicava que as políticas do PCUS, mesmo que fossem impopulares, eram correctas porque o partido era esclarecido. Foi representada como a única verdade na sociedade soviética; o partido rejeitou a noção de verdades múltiplas. O marxismo-leninismo foi usado para justificar o domínio do PCUS e a política soviética, mas não foi usado como um meio para atingir um fim. A relação entre ideologia e tomada de decisão era, na melhor das hipóteses, ambivalente; a maioria das decisões políticas foram tomadas à luz do desenvolvimento contínuo e permanente do marxismo-leninismo. O Marxismo-Leninismo como única verdade não poderia — pela sua própria natureza — tornar-se obsoleto.
Apesar de ter evoluído ao longo dos anos, o Marxismo-Leninismo tinha vários princípios centrais. O princípio principal era o status do partido como único partido no poder. A Constituição de 1977 referia-se ao partido como "A força dirigente e orientadora da sociedade soviética, e o núcleo do seu sistema político, de todas as organizações estatais e públicas, é o Partido Comunista da União Soviética". O socialismo de Estado foi essencial e desde Estaline até Gorbachev, o discurso oficial considerou que a actividade social e económica privada retardava o desenvolvimento da consciência colectiva e da economia.  Gorbachev apoiou a privatização até certo ponto, mas baseou as suas políticas nas opiniões de Lenine e Nikolai Bukharin sobre a Nova Política Econômica da década de 1920, e apoiou a propriedade estatal total sobre os altos comandos da economia. Ao contrário do liberalismo, o marxismo-leninismo enfatizou o papel do indivíduo como membro de um coletivo e não a importância do indivíduo. Os indivíduos só tinham direito à liberdade de expressão se esta salvaguardasse os interesses de um coletivo. Por exemplo, a Constituição de 1977 afirmava que cada pessoa tinha o direito de expressar a sua opinião, mas a opinião só poderia ser expressa se estivesse de acordo com os "interesses gerais da sociedade soviética". O número de direitos concedidos a um indivíduo era decidido pelo Estado, e o Estado poderia remover esses direitos se considerasse adequado. O marxismo-leninismo soviético justificou o nacionalismo; a mídia soviética retratou cada vitória do Estado como uma vitória do movimento comunista como um todo. Em grande parte, o nacionalismo soviético baseava-se no nacionalismo étnico russo. O Marxismo-Leninismo sublinhou a importância do conflito mundial entre o capitalismo e o socialismo; a imprensa soviética escreveu sobre forças progressistas e reaccionárias ao mesmo tempo que afirmava que o socialismo estava à beira da vitória e que as "correlações de forças" estavam a favor da União Soviética. A ideologia professava o ateísmo estatal e, consequentemente, os membros do partido não eram autorizados a ser religiosos.
O marxismo-leninismo acreditava na viabilidade de um modo de produção comunista. Todas as políticas eram justificáveis se contribuíssem para a realização dessa fase pela União Soviética.

#### Leninismo
Na filosofia marxista, o leninismo é o corpo da teoria política para a organização democrática de um partido revolucionário de vanguarda e a realização de uma ditadura do proletariado como um prelúdio político para o estabelecimento do modo de produção socialista desenvolvido por Lenin. Como Karl Marx raramente, ou nunca, escreveu sobre como funcionaria o modo de produção socialista, estas tarefas foram deixadas para Lenin resolver. A principal contribuição de Lenin para o pensamento marxista é o conceito de partido de vanguarda da classe trabalhadora. Ele concebeu o partido de vanguarda como uma organização centralizada e altamente unida, liderada por intelectuais e não pela própria classe trabalhadora. O PCUS estava aberto apenas a um pequeno número de trabalhadores porque os trabalhadores na Rússia ainda não tinham desenvolvido a consciência de classe e precisavam de ser educados para alcançar tal estado. Lenin acreditava que o partido de vanguarda poderia iniciar políticas em nome da classe trabalhadora, mesmo que a classe trabalhadora não as apoiasse. O partido de vanguarda saberia o que era melhor para os trabalhadores porque os funcionários do partido tinham alcançado a consciência.
Lenin, à luz da teoria do Estado de Marx (que vê o Estado como um órgão opressivo da classe dominante), não teve escrúpulos em forçar a mudança no país.  Ele via a ditadura do proletariado, e não a ditadura da burguesia, como a ditadura da maioria. Os poderes repressivos do Estado seriam usados para transformar o país e para despojar a antiga classe dominante da sua riqueza. Lenin acreditava que a transição do modo de produção capitalista para o modo de produção socialista duraria um longo período. Segundo alguns autores, o leninismo era por definição autoritário. Em contraste com Marx, que acreditava que a revolução socialista compreenderia e seria liderada apenas pela classe trabalhadora, Lenin argumentou que uma revolução socialista não precisava necessariamente ser liderada ou compreender apenas a classe trabalhadora. Em vez disso, ele disse que uma revolução precisava ser liderada pelas classes oprimidas da sociedade, que no caso da Rússia era a classe camponesa.

#### Stalinismo

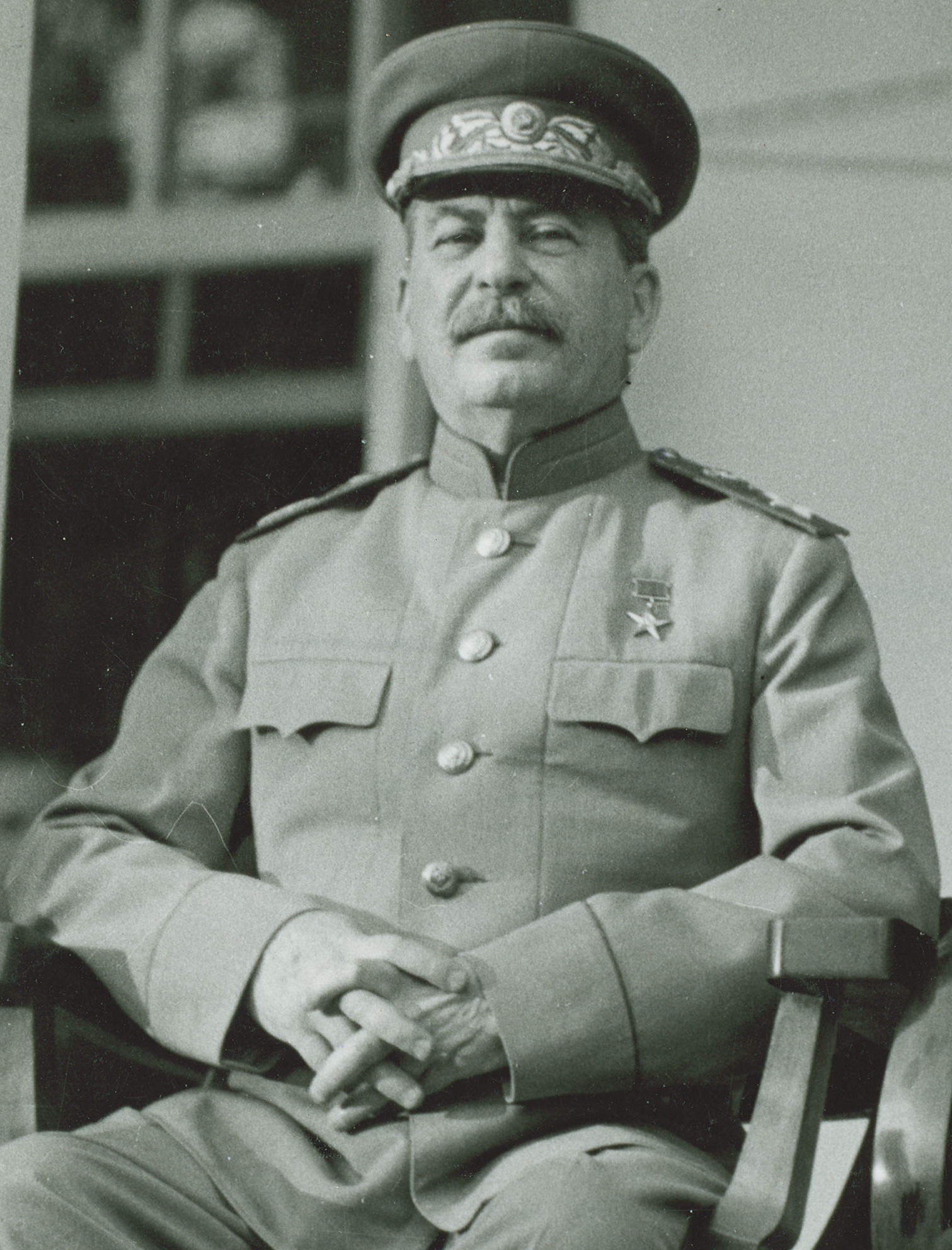
O stalinismo, embora não seja uma ideologia em si, refere-se aos pensamentos e políticas de Stalin.

O stalinismo, embora não seja uma ideologia em si, refere-se aos pensamentos e às políticas de Stalin. A introdução do conceito de “Socialismo num só país” por Stalin em 1924 foi um momento importante no discurso ideológico soviético. Segundo Estaline, a União Soviética não precisava de uma revolução socialista mundial para construir uma sociedade socialista. Quatro anos mais tarde, Stalin iniciou a sua “Segunda Revolução” com a introdução do socialismo de Estado e do planeamento central. No início da década de 1930, ele iniciou a coletivização da agricultura soviética desprivatizando a agricultura e criando cooperativas camponesas, em vez de torná-la responsabilidade do Estado. Com o início da sua “Segunda Revolução”, Stalin lançou o “Culto de Lenin” — um culto à personalidade centrado em si mesmo. O nome da cidade de Petrogrado foi mudado para Leningrado, a cidade natal de Lênin foi renomeada como Ulyanov (nome de nascimento de Lênin), a Ordem de Lênin tornou-se o mais alto prêmio estadual e retratos de Lênin foram pendurados em praças públicas, locais de trabalho e em outros lugares. A crescente burocracia que se seguiu à introdução de uma economia estatal socialista estava em total desacordo com a noção marxista de “definhamento do Estado”. Stalin explicou o raciocínio por trás disso no 16º Congresso realizado em 1930;
Defendemos o fortalecimento da ditadura do proletariado, que representa a autoridade mais poderosa e poderosa de todas as formas de Estado que já existiram. O maior desenvolvimento do poder do Estado para o definhamento do poder do Estado – esta é a fórmula marxista. Isso é contraditório? Sim, é contraditório. Mas esta contradição brota da própria vida e reflete uma dialética completamente marxista.
No 18º Congresso de 1939, Stalin abandonou a ideia de que o Estado iria definhar. Em seu lugar, expressou confiança de que o Estado existiria, mesmo que a União Soviética atingisse o comunismo, desde que estivesse cercada pelo capitalismo. Dois conceitos-chave foram criados na segunda metade de seu governo; a teoria dos “dois campos” e a teoria do “cerco capitalista”. A ameaça do capitalismo foi usada para fortalecer os poderes pessoais de Estaline e a propaganda soviética começou a estabelecer uma ligação direta com Stalin e a estabilidade da sociedade, dizendo que o país desmoronaria sem o líder. Stalin desviou-se muito do marxismo clássico no que diz respeito aos "fatores subjetivos"; Stalin disse que os membros do partido de todas as categorias tinham que professar uma adesão fanática à linha e à ideologia do partido; caso contrário, essas políticas fracassariam.

### Conceitos

#### Ditadura do proletariado
Ou a ditadura dos latifundiários e capitalistas ou a ditadura do proletariado... Não existe meio termo... Não existe meio-termo em lugar nenhum do mundo, nem pode haver.

Lenin, alegando que as pessoas tinham apenas duas escolhas entre duas ditaduras de classe diferentes, mas distintas
Lenin, apoiando a teoria do Estado de Marx, acreditava que a democracia seria inatingível em qualquer lugar do mundo antes que o proletariado tomasse o poder. Segundo a teoria marxista, o Estado é um veículo de opressão e é liderado por uma classe dominante. Ele acreditava que, na sua época, a única solução viável era a ditadura, uma vez que a guerra se dirigia para um conflito final entre as "forças progressistas do socialismo e as forças degeneradas do capitalismo". A Revolução Russa era, em 1917, já um fracasso de acordo com o seu objectivo original, que era servir de inspiração para uma revolução mundial. A postura anti-estatista inicial e a campanha activa pela democracia direta foram substituídas devido ao nível de desenvolvimento da Rússia por — de acordo com as suas próprias avaliações — uma ditadura. O raciocínio foi a falta de desenvolvimento da Rússia, o seu estatuto como único Estado socialista no mundo, o seu cerco pelas potências imperialistas e o seu cerco interno pelo campesinato.
Marx e Lenin não se importavam se um estado burguês fosse governado de acordo com um sistema republicano, parlamentar ou monárquico constitucional, uma vez que isso não mudava a situação geral. Estes sistemas, mesmo que fossem governados por uma pequena camarilha ou governados através da participação de massas, eram todos ditaduras da burguesia que implementaram políticas em defesa do capitalismo. No entanto, houve uma diferença; após os fracassos das revoluções mundiais, Lenin argumentou que isto não precisava necessariamente mudar sob a ditadura do proletariado. O raciocínio partiu de considerações práticas; a maioria dos habitantes do país não eram comunistas, nem o partido poderia reintroduzir a democracia parlamentar porque isso não estava em sintonia com a sua ideologia e levaria à perda do poder do partido. Concluiu, portanto, que a forma de governo nada tem a ver com a natureza da ditadura do proletariado.

[Porque] o proletariado ainda está tão dividido, tão degradado, tão corrompido em partes... que uma organização que abrange todo o proletariado não pode exercer directamente a ditadura do proletariado. Só pode ser exercido por uma vanguarda que tenha absorvido a energia revolucionária da classe.

Lenin, explicando por que o regime se tornou cada vez mais ditatorial

Bukharin e Trotsky concordaram com Lenin; ambos disseram que a revolução destruiu o antigo, mas não conseguiu criar nada de novo. Lenin tinha agora concluído que a ditadura do proletariado não alteraria a relação de poder entre os homens, mas antes “transformaria as suas relações produtivas para que, a longo prazo, o reino da necessidade pudesse ser superado e, com isso, a verdadeira liberdade realizada". De 1920 a 1921, os líderes e ideólogos soviéticos começaram a diferenciar entre socialismo e comunismo; até então, os dois termos tinham sido usados de forma intercambiável e para explicar as mesmas coisas. A partir de então, os dois termos tiveram significados diferentes; A Rússia estava em transição do capitalismo para o socialismo — referida indistintamente sob Lenine como a ditadura do proletariado, o socialismo era a fase intermédia para o comunismo e o comunismo era considerado a última fase do desenvolvimento social. Nesta altura, os líderes do partido acreditavam que, devido ao estado atrasado da Rússia, a participação universal das massas e a verdadeira democracia só poderiam tomar forma na última fase.

No discurso bolchevique inicial, o termo "ditadura do proletariado" tinha pouco significado e, nas poucas vezes em que foi mencionado, foi comparado à forma de governo que existia na Comuna de Paris. No entanto, com a Guerra Civil Russa que se seguiu e a devastação social e material que se seguiu, o seu significado mudou de democracia do tipo comunal para governo com disciplina férrea. Nesta altura, Lenine tinha concluído que apenas um regime proletário tão opressivo como os seus oponentes poderia sobreviver neste mundo. Os poderes anteriormente conferidos aos Sovietes foram agora entregues ao Conselho dos Comissários do Povo, o governo central, que seria, por sua vez, governado por "um exército de comunistas revolucionários de aço [por comunistas ele se referiu ao Partido]" Numa carta a Gavril Miasnikov no final de 1920, Lenin explicou sua nova interpretação do termo "ditadura do proletariado":
Ditadura significa nada mais nada menos do que autoridade livre de quaisquer leis, absolutamente irrestrita de quaisquer regras e baseada diretamente na força. O termo 'ditadura' não tem outro significado além deste.
Lenin justificou estas políticas alegando que todos os estados eram estados de classe por natureza e que estes estados eram mantidos através da luta de classes. Isto significava que a ditadura do proletariado na União Soviética só poderia ser “vencida e mantida pelo uso da violência contra a burguesia”. O principal problema com esta análise é que o partido passou a ver como burguês qualquer pessoa que se opusesse ou tivesse opiniões alternativas sobre o partido. O seu pior inimigo continuava a ser os moderados, que eram considerados “os verdadeiros agentes da burguesia no movimento da classe trabalhadora, os tenentes operários da classe capitalista”. O termo “burguesia” tornou-se sinônimo de “oponente” e de pessoas que discordavam do partido em geral. Estas medidas opressivas levaram a outra reinterpretação da ditadura do proletariado e do socialismo em geral; agora foi definido como um sistema puramente econômico. Slogans e trabalhos teóricos sobre a participação democrática das massas e a tomada de decisões colectiva foram agora substituídos por textos que apoiavam a gestão autoritária. Considerando a situação, o partido acreditava que tinha de usar os mesmos poderes que a burguesia para transformar a Rússia; não havia alternativa. Lenin começou a argumentar que o proletariado, tal como a burguesia, não tinha uma única preferência por uma forma de governo e por causa disso, a ditadura era aceitável tanto para o partido como para o proletariado. Numa reunião com dirigentes do partido, Lenine afirmou — em linha com a sua visão economista do socialismo — que "a indústria é indispensável, a democracia não", argumentando ainda que "nós [o Partido] não prometemos qualquer democracia ou qualquer liberdade".

#### Anti-imperialismo
O imperialismo é o capitalismo na fase de desenvolvimento em que se estabelece o domínio dos monopólios e do capital financeiro; em que a exportação de capitais adquiriu pronunciada importância; em que começou a divisão do mundo entre os trustes internacionais; em que foram concluídas as divisões de todos os territórios do globo entre as maiores potências capitalistas.

Lenin, citando as principais características do capitalismo na era do imperialismo em Imperialismo: o estágio mais elevado do capitalismo.
A teoria marxista sobre o imperialismo foi concebida por Lenin no seu livro Imperialismo: Fase Superior do Capitalismo (publicado em 1917). Foi escrito em resposta à crise teórica do pensamento marxista, que ocorreu devido à recuperação do capitalismo no século XIX. Segundo Lenin, o imperialismo foi uma etapa específica do desenvolvimento do capitalismo; uma fase que ele chamou de capitalismo monopolista estatal. O movimento marxista estava dividido sobre como resolver o ressurgimento do capitalismo após a grande depressão do final do século XIX.  Eduard Bernstein, do Partido Social-Democrata da Alemanha (SDP), considerou a revitalização do capitalismo como uma prova de que estava a evoluir para um sistema mais humano, acrescentando que os objectivos básicos dos socialistas não eram derrubar o Estado, mas sim tomar o poder através de eleições. Karl Kautsky, também do SDP, tinha uma visão altamente dogmática; ele disse que não havia crise dentro da teoria marxista. Ambos negaram ou menosprezaram o papel das contradições de classe na sociedade após a crise. Em contraste, Lenin acreditava que o ressurgimento era o início de uma nova fase do capitalismo; esta fase foi criada por causa de um fortalecimento da contradição de classe, e não por causa da sua redução.
Lenin não sabia quando começou a fase imperialista do capitalismo; ele disse que seria tolice procurar um ano específico, porém, disse que tudo começou no início do século 20 (pelo menos na Europa). Lenin acreditava que a crise econômica de 1900 acelerou e intensificou a concentração da indústria e da banca, o que levou à transformação da ligação do capital financeiro à indústria no monopólio dos grandes bancos. Em Imperialismo: Fase Superior do Capitalismo, escreveu Lenin; “o século XX marca a viragem do velho capitalismo para o novo, da dominação do capital em geral para a dominação do capital financeiro”.  Lenin define o imperialismo como a fase monopolista do capitalismo.
O Programa do Partido de 1986 afirmava que o regime czarista entrou em colapso porque as contradições do imperialismo, que ele considerava ser a lacuna "entre a natureza social da produção e a forma de apropriação capitalista privada", manifestando-se em guerras, recessões econômicas e exploração dos trabalhadores classe, eram mais fortes na Rússia. O imperialismo foi considerado o causador da Guerra Russo-Japonesa e da Primeira Guerra Mundial, com a Revolução Russa de 1905 apresentada como "a primeira revolução popular da época imperialista" e a Revolução de Outubro como tendo sido enraizada "no movimento nacional contra guerra imperialista e pela paz".

#### Coexistência pacífica
A perda pelo imperialismo do seu papel dominante nos assuntos mundiais e a expansão máxima da esfera em que operam as leis da política externa socialista são uma característica distintiva do actual estágio de desenvolvimento social. A principal direcção deste desenvolvimento é no sentido de mudanças ainda maiores na correlação de forças na arena mundial em favor do socialismo.

Nikolay Inozemtsev, um analista de política externa soviético, referindo-se a uma série de eventos (que ele acreditava) levariam à vitória final do socialismo.
A “coexistência pacífica” foi um conceito ideológico introduzido sob o governo de Khrushchev. Embora o conceito tenha sido interpretado pelos colegas comunistas como uma proposta de fim ao conflito entre os sistemas do capitalismo e do socialismo, Khrushchev viu-o como uma continuação do conflito em todas as áreas, excepto no campo militar. O conceito dizia que os dois sistemas foram desenvolvidos “por meio de leis diametralmente opostas”, o que levou a “princípios opostos na política externa”.
A coexistência pacífica estava impregnada do pensamento leninista e stalinista. Lenin acreditava que a política internacional era dominada pela luta de classes; na década de 1940, Stalin enfatizou a crescente polarização que ocorria nos sistemas capitalista e socialista. A coexistência pacífica de Khrushchev baseou-se nas mudanças práticas ocorridas; ele acusou a velha teoria dos “dois campos” de negligenciar o Movimento Não Alinhado e os movimentos de libertação nacional. Khrushchev considerou estas “áreas cinzentas”, nas quais o conflito entre capitalismo e socialismo seria travado. Ele ainda ressaltou que as principais contradições nas relações internacionais eram as do capitalismo e do socialismo. O governo soviético sob Khrushchev enfatizou a importância da coexistência pacífica, dizendo que esta deveria constituir a base da política externa soviética. O fracasso em fazê-lo, acreditavam eles, levaria a um conflito nuclear. Apesar disso, os teóricos soviéticos ainda consideravam a coexistência pacífica como uma continuação da luta de classes entre os mundos capitalista e socialista, mas não baseada no conflito armado. Khrushchev acreditava que o conflito, na sua fase actual, era principalmente económico.
A ênfase na coexistência pacífica não significou que a União Soviética aceitasse um mundo estático com linhas claras. Continuou a defender o credo de que o socialismo era inevitável e acreditava sinceramente que o mundo tinha atingido uma fase em que as “correlações de forças” estavam a mover-se em direcção ao socialismo. Com o estabelecimento de regimes socialistas na Europa Oriental e na Ásia, os planeadores da política externa soviética acreditaram que o capitalismo tinha perdido o seu domínio como sistema econômico.

#### Socialismo em um só país
O conceito de "Socialismo num só país" foi concebido por Estaline na sua luta contra Leon Trotsky e no seu conceito de revolução permanente.  Em 1924, Trotsky publicou o seu panfleto Lições de Outubro, no qual afirmava que o socialismo na União Soviética fracassaria devido ao estado atrasado do desenvolvimento económico, a menos que uma revolução mundial começasse. Stalin respondeu ao panfleto de Trotsky com seu artigo, “Outubro e a teoria da revolução permanente do camarada Trotsky”. Nele, Stalin afirmou que não acreditava que ocorreria um conflito inevitável entre a classe trabalhadora e os camponeses, e que “o socialismo num só país é completamente possível e provável”. Stalin manteve a visão comum entre a maioria dos bolcheviques da época; havia uma possibilidade de sucesso real para o socialismo na União Soviética, apesar do atraso do país e do isolamento internacional. Embora Grigori Zinoviev, Lev Kamenev e Nikolai Bukharin — juntamente com Stalin — se opusessem à teoria da revolução permanente de Trotsky, as suas opiniões sobre a forma como o socialismo poderia ser construído divergiam.
Segundo Bukharin, Zinoviev e Kamenev apoiaram a resolução da 14ª Conferência realizada em 1925, que afirmava que “não podemos completar a construção do socialismo devido ao nosso atraso tecnológico”. Apesar desta atitude cínica, Zinoviev e Kamenev acreditavam que uma forma defeituosa de socialismo poderia ser construída. Na 14ª Conferência, Estaline reiterou a sua posição de que o socialismo num só país era viável apesar do bloqueio capitalista à União Soviética. Após a conferência, Stalin escreveu "Sobre os Resultados da XIV Conferência do PCR(b)", no qual afirmou que o campesinato não se voltaria contra o sistema socialista porque tinha interesse próprio em preservá-lo. Stalin disse que as contradições que surgiram no seio do campesinato durante a transição socialista poderiam "ser superadas pelos nossos próprios esforços". Concluiu que a única ameaça viável ao socialismo na União Soviética era uma intervenção militar.
No final de 1925, Stalin recebeu uma carta de um funcionário do partido que afirmava que a sua posição de "Socialismo num só país" estava em contradição com os escritos de Friedrich Engels sobre o assunto. Stalin respondeu que os escritos de Engels refletiam "a era do capitalismo pré-monopolista, a era pré-imperialista, quando ainda não existiam as condições para um desenvolvimento abrupto e desigual dos países capitalistas". A partir de 1925, Bukharin começou a escrever extensivamente sobre o assunto e em 1926, Stalin escreveu Sobre as Questões do Leninismo, que contém seus escritos mais conhecidos sobre o assunto. Com a publicação de Leninismo, Trotsky começou a contrariar os argumentos de Bukharin e Estaline, escrevendo que o socialismo num só país só era possível a curto prazo, e disse que sem uma revolução mundial seria impossível salvaguardar a União Soviética da "restauração do relações burguesas”. Zinoviev discordou de Trotsky e Bukharin e de Stalin; manteve a posição de Lenine de 1917 a 1922 e continuou a dizer que só uma forma defeituosa de socialismo poderia ser construída na União Soviética sem uma revolução mundial. Bukharin começou a defender a criação de um modelo económico autárquico, enquanto Trotsky disse que a União Soviética tinha de participar na divisão internacional do trabalho para se desenvolver. Em contraste com Trotsky e Bukharin, em 1938, Estaline disse que uma revolução mundial era impossível e que Engels estava errado sobre o assunto. No XVIII Congresso, Estaline levou a teoria à sua conclusão inevitável, dizendo que o modo de produção comunista poderia ser concebido num só país. Ele racionalizou isto dizendo que o Estado poderia existir numa sociedade comunista enquanto a União Soviética estivesse cercada pelo capitalismo. No entanto, com o estabelecimento de regimes socialistas na Europa Oriental, Stalin disse que o socialismo num país só era possível num país grande como a União Soviética e que, para sobreviver, os outros estados tinham de seguir a linha soviética.

## Razões para a dissolução do partido

### Visão ocidental
Poucos, ou nenhum, acreditavam que a União Soviética estava à beira do colapso em 1985. A economia estava estagnada, mas estável o suficiente para a União Soviética continuar no século XXI. A situação política estava calma devido a vinte anos de repressão sistemática contra qualquer ameaça ao país e ao regime de partido único, e a União Soviética estava no auge da influência nos assuntos mundiais. As causas imediatas da dissolução da União Soviética foram as políticas e pensamentos de Mikhail Gorbachev, o secretário-geral do PCUS. As suas políticas de perestroika e glasnost tentaram revitalizar a economia soviética e a cultura social e política do país. Ao longo do seu governo, ele colocou mais ênfase na democratização da União Soviética porque acreditava que esta tinha perdido a sua legitimidade moral para governar. Estas políticas levaram ao colapso dos regimes comunistas na Europa Oriental e desestabilizaram indirectamente o controlo de Gorbachev e do PCUS sobre a União Soviética. Archie Brown disse: 
As expectativas, mais uma vez mais notavelmente, dos lituanos, estónios e letões foram enormemente reforçadas pelo que viram acontecer no “império exterior” [Europa Oriental], e começaram a acreditar que poderiam retirar-se do “império interior”. Na verdade, uma União Soviética democratizada era incompatível com a negação da independência dos Estados Bálticos, pois, à medida que essas repúblicas soviéticas se tornassem democráticas, a sua oposição em permanecer numa entidade política cujo centro era Moscovo tornar-se-ia cada vez mais evidente. No entanto, não foi predestinado que toda a União Soviética se desintegrasse.
No entanto, Brown disse que o sistema não precisava entrar em colapso ou fazê-lo da maneira que aconteceu. A democratização vinda de cima enfraqueceu o controlo do partido sobre o país e colocou-o na defensiva. Brown acrescentou que um líder diferente de Gorbachev provavelmente teria oprimido a oposição e continuado com a reforma económica. No entanto, Gorbachev aceitou que o povo procurasse um caminho diferente e consentiu com a dissolução da União Soviética em 1991. Ele disse que devido ao seu colapso pacífico, a queda do comunismo soviético é "uma das grandes histórias de sucesso da política do século XX". Segundo Lars T. Lih, a União Soviética entrou em colapso porque as pessoas deixaram de acreditar na sua ideologia. Ele escreveu:
Quando, em 1991, a União Soviética entrou em colapso, não com um estrondo, mas com um gemido, este resultado inesperado foi, em parte, o resultado dos anteriores desencantos da narrativa da liderança de classe. A União Soviética sempre se baseou na crença fervorosa nesta narrativa nas suas várias permutações. Quando o poder vinculativo da narrativa se dissolveu, a própria União Soviética dissolveu-se.

### De acordo com o Partido Comunista Chinês
As primeiras pesquisas sobre o colapso da União Soviética e do Bloco Oriental foram muito simples e não levaram em conta vários fatores.  No entanto, esses exames tornaram-se mais avançados na década de 1990 e, ao contrário da maioria dos estudos ocidentais, que se concentram no papel de Gorbachev e nos seus esforços de reforma, o Partido Comunista Chinês (PCC) examinou "questões centrais (políticas) de vida e morte" para que pudesse poderia aprender com eles e não cometer os mesmos erros. Após o desaparecimento do PCUS e o colapso da União Soviética, a análise do PCC começou a examinar causas sistemáticas. Vários dirigentes do PCC começaram a saudar o governo de Khrushchev, dizendo que ele foi o primeiro reformador e que se tivesse continuado depois de 1964, a União Soviética não teria testemunhado a Era de Estagnação iniciada sob Brezhnev e continuada sob Yuri Andropov e Konstantin Chernenko. O principal fracasso económico foi o facto de a liderança política não ter levado a cabo quaisquer reformas para enfrentar o mal-estar económico que se tinha instalado, rejeitando certas técnicas como capitalistas, e nunca desemaranhando a economia planificada do socialismo. Xu Zhixin, do Instituto CASS da Europa Oriental, Rússia e Ásia Central, argumentou que os planejadores soviéticos davam muita ênfase à indústria pesada, o que levou à escassez de bens de consumo. Ao contrário dos seus homólogos, Xu argumentou que a escassez de bens de consumo não era um erro, mas "era uma característica conscientemente planeada do sistema".  Outros fracassos do PCUS foram a prossecução da política de socialismo de Estado, os elevados gastos no complexo militar-industrial, uma base tributária baixa e os subsídios à economia. O PCC argumentou que quando Gorbachev chegou ao poder e introduziu as suas reformas económicas, estas foram "muito pequenas, demasiado tarde e demasiado rápidas".

Na minha opinião, a causa fundamental das mudanças drásticas na União Soviética e nos países da Europa de Leste no final da década de 1980 e início da década de 1990 foi a perda de dinamismo do Modelo Socialista Estaline-Soviético... Os deméritos deste modelo eram institucionais e fundamentais – nem uma única reforma após a morte de Estaline trouxe mudanças fundamentais ao Modelo Socialista Estaline-Soviético. Este modelo, com os seus problemas e contradições que se acumulavam dia a dia, entrou finalmente em crise e os povos da União Soviética e da Europa Oriental perderam a confiança nele. A [única] saída era abandonar o modelo socialista estalinista-soviético e procurar outro caminho para o desenvolvimento social.

— Lu Nanqun, um sovietólogo do CASS
Embora a maioria dos investigadores do PCC critiquem as políticas económicas do PCUS, muitos criticaram o que consideram como “totalitarismo soviético”. Acusam Joseph Stalin de criar um sistema de terror em massa, intimidação, anulando o componente democrático do centralismo democrático e enfatizando o centralismo, o que levou à criação de uma ditadura interna do partido. Outros pontos foram o nacionalismo russo, a falta de separação entre as burocracias partidárias e estatais, a supressão de etnias não-russas, a distorção da economia através da introdução de uma centralização excessiva e da coletivização da agricultura. De acordo com o pesquisador do PCC Xiao Guisen, as políticas de Stalin levaram ao "crescimento econômico atrofiado, à vigilância rigorosa da sociedade, à falta de democracia na tomada de decisões, à ausência do Estado de direito, ao peso da burocracia, à alienação do PCUS das preocupações das pessoas, e uma acumulação de tensões étnicas". O efeito de Stalin sobre a ideologia também foi criticado; vários pesquisadores acusaram suas políticas de serem "esquerdistas", "dogmáticas" e um desvio "do verdadeiro marxismo-leninismo". Ele é criticado por iniciar a "bastarda do leninismo", por se desviar do verdadeiro centralismo democrático ao estabelecer um governo de um homem só e destruir todas as consultas internas do partido, por interpretar mal a teoria do imperialismo de Lenin e por apoiar movimentos revolucionários estrangeiros apenas quando a União Soviética poderia tirar alguma coisa disso. Yu Sui, um teórico do PCC, disse que “o colapso da União Soviética e do PCUS é uma punição pelos seus erros passados!”. Da mesma forma, Brezhnev, Mikhail Suslov, Alexei Kosygin e Konstantin Chernenko foram criticados por serem "dogmáticos, ossificados, inflexíveis, [por terem uma] ideologia e pensamento burocrático", enquanto Yuri Andropov é retratado por alguns como tendo o potencial de tornar-se um novo Khrushchev se não tivesse morrido cedo.
Embora o PCC concorde com a avaliação de Gorbachev de que o PCUS precisava de uma reforma interna, eles não concordam sobre como ela foi implementada, criticando a sua ideia de "socialismo humanista e democrático", de negar o papel de liderança do PCUS, de negar o marxismo, de negar a análise das contradições de classe e da luta de classes, e de negar o "objetivo socialista final de realizar o comunismo". Ao contrário dos outros líderes soviéticos, Gorbachev é criticado por seguir políticas reformistas erradas e por ser demasiado flexível e demasiado direitista. O Departamento de Organização do PCC disse: "O que Gorbachev de fato fez não foi transformar o PCUS através de princípios corretos - na verdade, o Partido Comunista Soviético transformação necessária - mas em vez disso, ele, passo a passo e, em última análise, corroeu o domínio do partido no poder em termos ideológicos"., aspectos políticos e organizacionais".
O PCUS também foi criticado por não ter cuidado suficiente na construção da organização partidária primária e por não ter democracia interna no partido. Outros, mais radicalmente, concordam com a avaliação de Milovan Đilas, dizendo que uma nova classe foi estabelecida dentro da liderança central do partido do PCUS e que uma "classe corrupta e privilegiada" se desenvolveu por causa do sistema de nomenklatura. Outros criticaram os privilégios especiais concedidos à elite do PCUS, o sistema de nomenklatura — que alguns disseram ter decaído continuamente desde o governo de Estaline — e a relação entre os militares soviéticos e o PCUS. Ao contrário da China, as forças armadas soviéticas eram uma instituição estatal, enquanto na China são uma instituição partidária (e estatal). O PCC critica o PCUS por perseguir o imperialismo soviético nas suas políticas externas.

## Histórico eleitoral

### Eleição presidencial
| Eleição | Candidato         | Votos | %     | Resultado |
| ------- | ----------------- | ----- | ----- | --------- |
| 1990    | Mikhail Gorbachev | 1 329 | 72,9% | Eleito    |

### Eleições do Soviete Supremo
| Eleição | Soviete da União     | Soviete da União | Soviete da União | Soviete da União | Soviete da União | Soviete das Nacionalidades | Soviete das Nacionalidades | Soviete das Nacionalidades | Soviete das Nacionalidades |
| Eleição | Líder                | Votos            | %                | Assentos         | +/–              | Votos                      | %                          | Assentos                   | +/–                        |
| ------- | -------------------- | ---------------- | ---------------- | ---------------- | ---------------- | -------------------------- | -------------------------- | -------------------------- | -------------------------- |
| 1937    | Josef Stalin         | 89 844 271       | 99,3%            | 461 / 569        |                  | 89 063 169                 | 99,4%                      | 409 / 574                  |                            |
| 1946    | Josef Stalin         | 100 621 225      | 99,2%            | 576 / 682        | 115              | 100 603 567                | 99,2%                      | 509 / 657                  | 100                        |
| 1950    | Josef Stalin         | 110 788 377      | 99,7%            | 580 / 678        | 4                | 110 782 009                | 99,7%                      | 519 / 638                  | 10                         |
| 1954    | Nikita Khrushchev    | 120 479 249      | 99,8%            | 565 / 708        | 15               | 120 539 860                | 99,8%                      | 485 / 639                  | 34                         |
| 1958    | Nikita Khrushchev    | 133 214 652      | 99,6%            | 563 / 738        | 2                | 133 431 524                | 99,7%                      | 485 / 640                  | Estável                    |
| 1962    | Nikita Khrushchev    | 139 210 431      | 99,5%            | 604 / 791        | 41               | 139 391 455                | 99,6%                      | 490 / 750                  | 5                          |
| 1966    | Leonid Brejnev       | 143 570 976      | 99,8%            | 573 / 767        | 31               | 143 595 678                | 99,8%                      | 568 / 750                  | 78                         |
| 1970    | Leonid Brejnev       | 152 771 739      | 99,7%            | 562 / 767        | 11               | 152 843 228                | 99,8%                      | 534 / 750                  | 34                         |
| 1974    | Leonid Brejnev       | 161 355 959      | 99,8%            | 562 / 767        | Estável          | 161 443 605                | 99,8%                      | 534 / 750                  | Estável                    |
| 1979    | Leonid Brejnev       | 174 734 459      | 99,9%            | 549 / 750        | 13               | 174 770 398                | 99,9%                      | 526 / 750                  | 8                          |
| 1984    | Konstantin Chernenko | 183 897 278      | 99,94%           | 551 / 750        | 2                | 183 892 271                | 99,95%                     | 521 / 750                  | 5                          |